# 国際連盟
国際連盟（こくさいれんめい、旧字体：國際聯盟󠄁、英語: League of Nations（LON）、フランス語: Société des Nations（SDN、SdN））は、第一次世界大戦後の世界平和の確保と国際協力の促進を目的として設立された国際組織であった。
当時のアメリカ合衆国大統領のウッドロウ・ウィルソンの提唱によって結成されたが、モンロー主義によって議会から否決された為にアメリカ合衆国は参加していない（後述）。第一次世界大戦を終結させたパリ講和会議の後、1920年1月10日に発足したが、第二次世界大戦後の1946年4月19日に活動を終了した。

## 概要
国際連盟規約に記載されている連盟の主な目的は、集団安全保障と軍縮によって戦争を防止し、交渉と仲裁によって国際紛争を解決することであった。また、労働条件、先住民の公正な扱い、人身売買、違法薬物の取引、武器取引、健康、戦争捕虜、ヨーロッパの少数民族の保護などが、この規約や関連条約に盛り込まれていた。国際連盟規約は、1919年6月28日にヴェルサイユ条約の第1編として調印され、1920年1月10日に他の条約とともに発効した。連盟理事会の第1回会合は1920年1月16日にフランス・パリで、連盟総会の第1回会合は1920年11月15日にスイス・ジュネーヴで開催された。1919年、アメリカ合衆国大統領ウッドロウ・ウィルソンは、連盟設立の立役者としてノーベル平和賞を受賞した。
連盟の外交理念は、それまでの100年間とは根本的に異なるものだった。連盟は独自の軍隊を持たず、第一次世界大戦で勝利した連合国（フランス、イギリス、イタリア、日本は常任理事国）が決議を執行し、経済制裁を守り、必要に応じて軍隊を提供することとしていた。しかし、大国はそれに消極的だった。制裁措置は連盟加盟国に損害を与える可能性があるため、大国は制裁措置を遵守することに消極的だった。第二次エチオピア戦争の際、イタリア軍の兵士が赤十字社の医療テントを攻撃していると連盟が非難したとき、ベニート・ムッソリーニは「連盟は雀が叫んでいるときには非常によいが、鷲が喧嘩をしているときにはまったくよくない」と答えている。
また、人種的差別撤廃提案が否決されるなど、人種問題の解決を果たすこともできなかった。なお、2回目の提案の際、イギリス・アメリカ・ポーランド・ブラジル・ルーマニアの計5名の委員が反対した。
連盟の本部は1920年から1936年まではスイス・ジュネーヴのパレ・ウィルソンに、1936年からは同じくジュネーヴのパレ・デ・ナシオンに設置されていた。パリ家モーリス・ド・ロチルドの屋敷シャトー・ド・プレニーも、1920年から1939年まで国際連盟の会場として使用された。
1934年9月28日から1935年2月23日までの間は、最多の58か国が加盟していた。連盟は、1920年代にいくつかの成功と初期の失敗を経験したあと、最終的に1930年代の第二次世界大戦の勃発を防ぐことができなかった。アメリカ合衆国は連盟に加盟せず、ソビエト連邦は遅れて加盟したあと、フィンランドへの侵攻後すぐに追放されたことで、連盟の信頼性は低下した。ドイツ、日本、イタリア、スペインなどは連盟を脱退した。第二次世界大戦の勃発により、連盟は「将来の世界大戦を防ぐ」という本来の目的を果たせなくなった。
第二次世界大戦終了後、国際連合（国連）が1945年10月24日に設立され、連盟が設立したいくつかの機関や組織は国連が引き継いだ。連盟は1946年4月20日をもって正式に解散した。連盟の存続期間は26年であった。

## 起源

### 背景

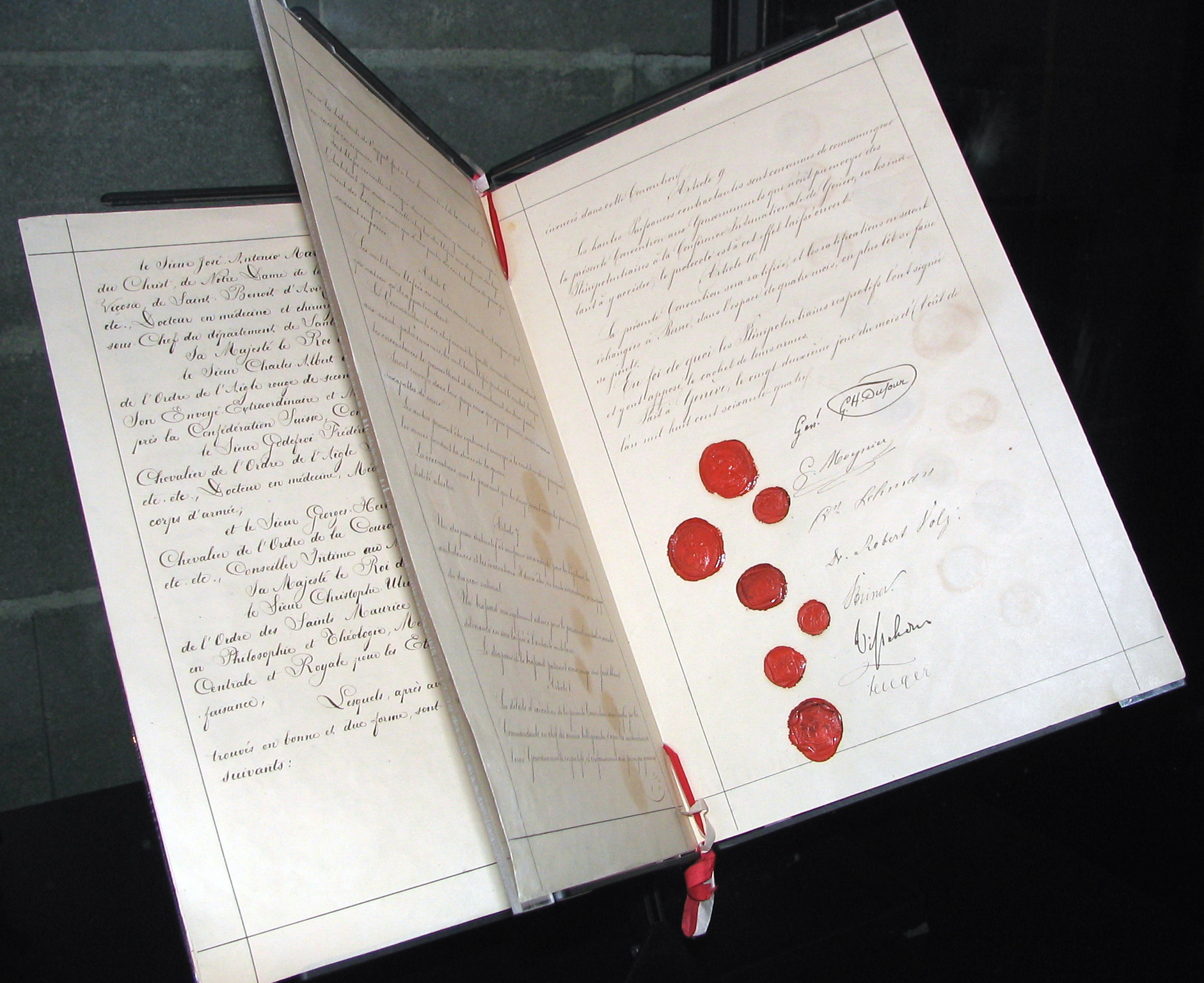
ジュネーヴ条約。もっとも初期に制定された国際法の一つ。

「国家間の平和のための共同体」という概念は、初期にはイマヌエル・カントが1795年の著書『永遠平和のために』 で、国家間の紛争を抑制し、平和を促進するための国家連合体の設立を主張した。カントは平和のための世界共同体の構築を主張したが、それは世界政府という意味ではなく、各国家が自国民を尊重し、外国からの訪問者を同じ理性的な存在として迎え入れる自由な国家であることを宣言することで、世界の平和な社会を促進することを願っていた。集団安全保障を推進するための国際協力は、19世紀のナポレオン戦争のあと、ヨーロッパ諸国間の現状を維持し、戦争を回避するために展開されたヨーロッパ協調に端を発している。また、この時代には国際法が整備され、ジュネーヴ条約では戦時中の人道的救済に関する法が制定され、1899年と1907年のハーグ条約では戦争のルールと国際紛争の平和的解決が規定された。歴史学者のウィリアム・H・ハーボーとロナルド・E・ポワスキーが指摘するように、セオドア・ルーズベルトはアメリカ大統領として初めて国際的な連盟の設立を呼びかけた。ルーズベルトは、1906年にノーベル賞を受賞した際に、「誠実に平和を願う大国が平和連盟を結成してくれれば、それは素晴らしいことである」と述べている。
国際連盟の前身である列国議会同盟（IPU）は、1889年に平和運動家のウィリアム・ランダル・クリーマーとフレデリック・パシーの提唱により結成された（この組織は、現在も世界各国の立法機関を中心とした国際機関として存続している）。IPUは、国際的な視野に立って設立された。1914年には、加盟24か国の議会議員の3分の1がIPUのメンバーとなっていた。IPUの設立目的は、各国政府が国際的な紛争を平和的手段で解決することを奨励することだった。また、各国政府が国際仲裁のプロセスを改善するための年次会議も開催された。IPUの構造は会長を頂点とした評議会方式であり、これはのちに設立された国際連盟の構造に反映されることになる。

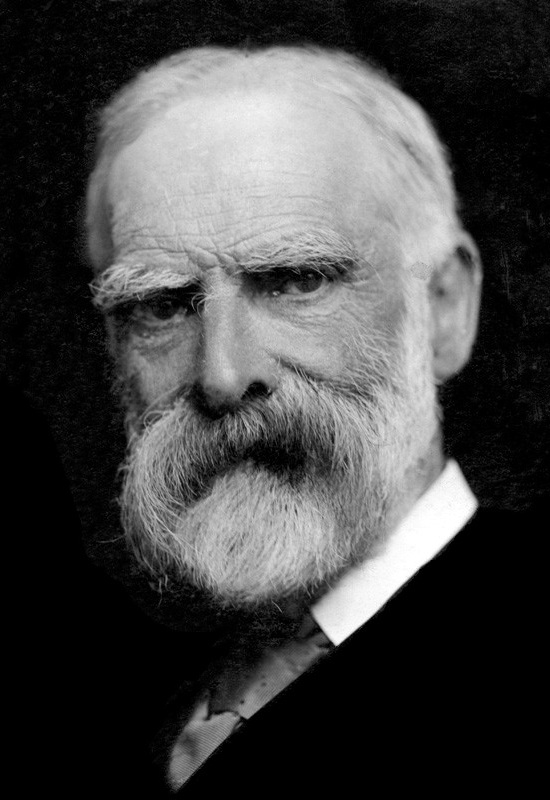
国際連盟を早くから提唱していたブライス卿

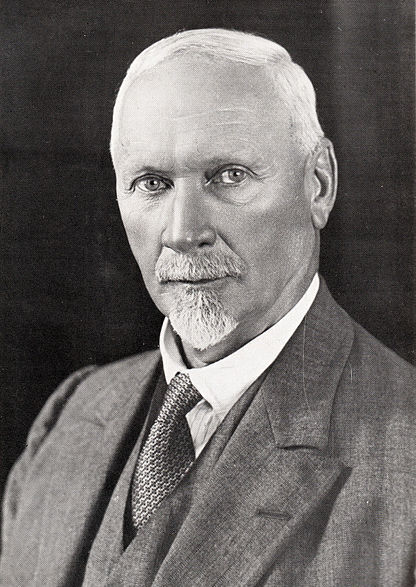
国際連盟規約の起草に貢献したヤン・スマッツ

### 初期の提案
第一次世界大戦が勃発すると、将来の戦争を防ぐための国際的な組織の構想が、イギリスやアメリカを中心に世間の支持を集め始めた。1914年、イギリスの政治学者ゴールズワージー・ロウズ・ディキンソンは、"League of Nations"（国際連盟）という言葉を作り、その組織化のための計画を立案した。ディキンソンはブライス卿とともに、国際的な平和主義者の集まりであるブライス・グループ（のちの国際連盟連合）の設立に主導的な役割を果たした。このグループは、また当時政権を握っていた自由党内の圧力団体として、一般市民の間で着実に影響力を増していった。ディキンソンは1915年に出版したパンフレット "After the War" の中で、自分の「平和連盟」は本質的に仲裁と調停のための組織であると書いている。ディキンソンは、20世紀初頭の秘密外交によって戦争が引き起こされたと考えており、パンフレットにも「外交政策の問題が世論に知られ、コントロールされるようになれば、それに比例して戦争の不可能性は増すだろうと私は信じている」と書いた。ブライスグループの提言は、イギリスとアメリカで広く流布され、始まったばかりの国際運動に大きな影響を与えた。

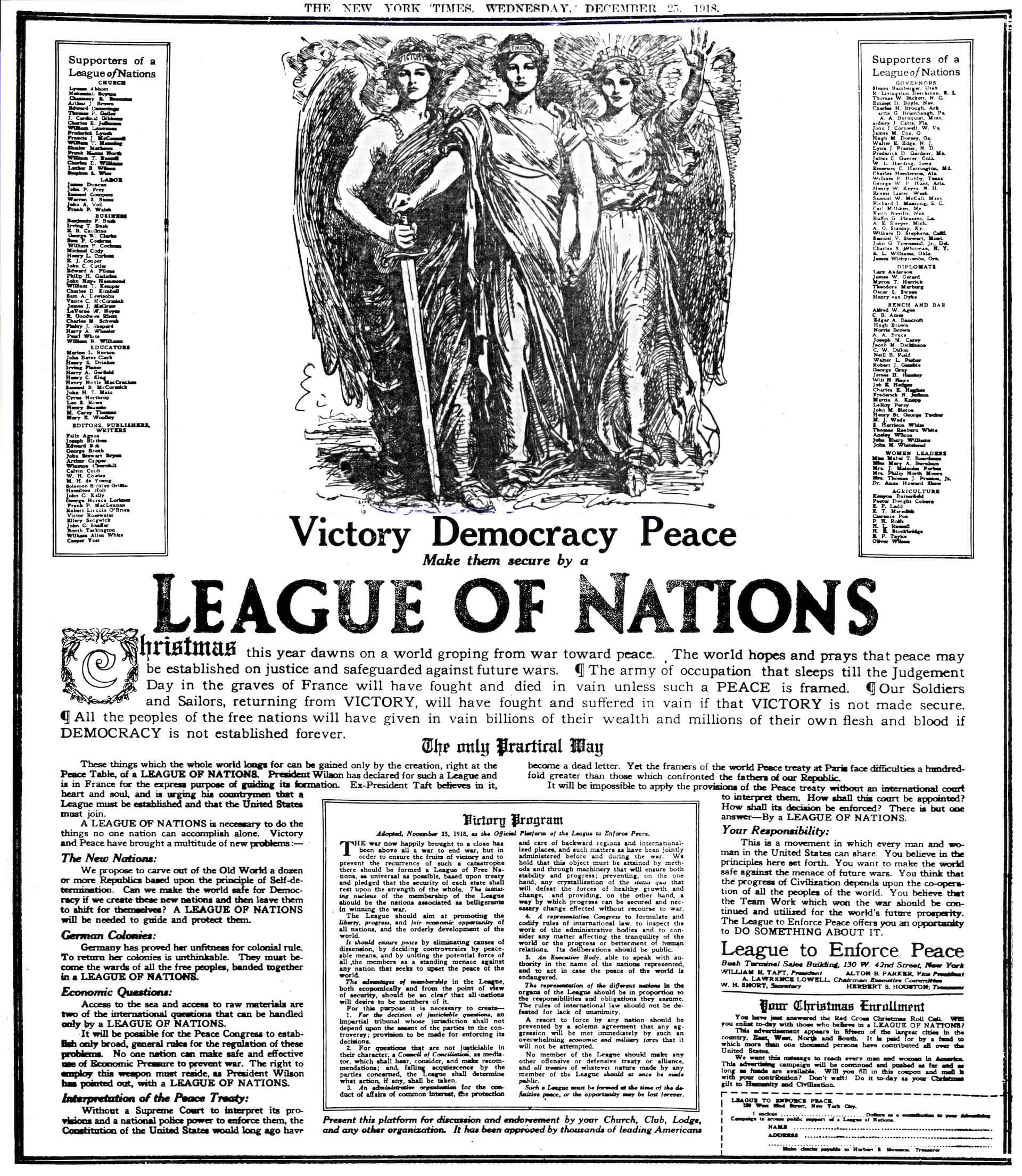
平和施行同盟は、1918年のクリスマスに『ニューヨーク・タイムズ』紙に全面広告を掲載した。平和施行同盟は、「不和の原因を排除し、平和的手段で論争を解決し、全加盟国の潜在的な力を結集して、世界の平和を乱そうとするいかなる国に対しても常在の脅威として、平和を確保すべきである」と決議している。

1915年、アメリカでも、ブライス・グループの提案と同様の組織がウィリアム・タフトらによって設立された。この組織は「平和施行同盟」と呼ばれ、実質的にはブライス・グループの提案をベースにしたものであった。この組織は、紛争解決には仲裁を利用し、攻撃的な国には制裁を加えることを提唱していた。これらの初期の組織はいずれも、継続的に機能する組織を想定しておらず、国際機関を裁判所に限定するような法治主義的なアプローチを取っていた。例外はイギリスのフェビアン協会で、大国を中心として世界の問題を解決する「評議会」や、さまざまな活動における国際協力を強化するための「常設事務局」の設置を最初に主張した。
第一次世界大戦をめぐる外交活動の中で、両陣営は長期的な戦争目的を明確にしなければならなかった。連合国のリーダーであるイギリスと中立国のアメリカでは、1916年までに、将来の戦争を防ぐための統一的な国際組織を設計するための長期的な考え方が始まっていた。歴史学者のピーター・イヤーウッドは、1916年12月にロイド・ジョージ内閣が発足したときには、知識人や外交官の間で、このような国際組織を設立することが望ましいという議論が広まっていたと主張している。ロイド・ジョージは、ウィルソンから戦後の状況を視野に入れた立場を表明するよう求められたとき、このような組織の設立を支持した。ウィルソン自身も、1918年1月に発表した「十四か条の平和原則」の中に、「平和と正義を確保するための国家同盟」を盛り込んでいた。イギリスのアーサー・バルフォア外相は、永続的な平和の条件として、「国際法の背後に、敵対行為を防止または制限するためのすべての条約上の取り決めの背後に、もっとも強硬な侵略者を躊躇させるような何らかの国際的制裁措置を考案すべきである」と主張した。
この戦争は、ヨーロッパの社会・政治・経済に大きな影響を与え、精神的・物理的なダメージを与えた。1917年2月にロシア帝国が崩壊したのを皮切りに、ドイツ帝国、オーストリア＝ハンガリー帝国、オスマン帝国と、いくつもの帝国が崩壊していった。世界中で反戦の気運が高まった。「戦争を終わらせるための戦争」と呼ばれていた第一次世界大戦の原因究明が盛んに行われ、その原因として、軍拡競争、同盟関係、軍国主義的ナショナリズム、秘密外交、主権国家が自国の利益のために戦争をする自由などが挙げられた。そこで、軍縮、公開外交、国際協力、戦争をする権利の制限、戦争をしないようにするための罰則などにより、将来の戦争を防ぐことを目的とした国際組織の設立が提案された。
1918年初めにイギリスのバルフォア外相は、ロバート・セシル卿の主導によるこの問題に関する最初の公式報告書を依頼した。次いで、イギリスの委員会が1918年2月に任命された。この委員会は、ウォルター・フィリモアを中心に、エア・クロウ、ウィリアム・ティレル、セシル・ハーストらが加わったもので、のちにフィリモア委員会と呼ばれるようになった。フィリモア委員会が出した提案は、紛争を仲裁し、違反国に制裁を加える「連合国会議」を設立するというものだった。この提案はイギリス政府に承認され、委員会の成果の多くはのちに国際連盟規約に盛り込まれた。
また、フランスは1918年6月により広範囲な提案を起草した。その中では、すべての紛争を解決するための評議会の年次会合と、その決定を執行するための国際軍が提唱されていた。

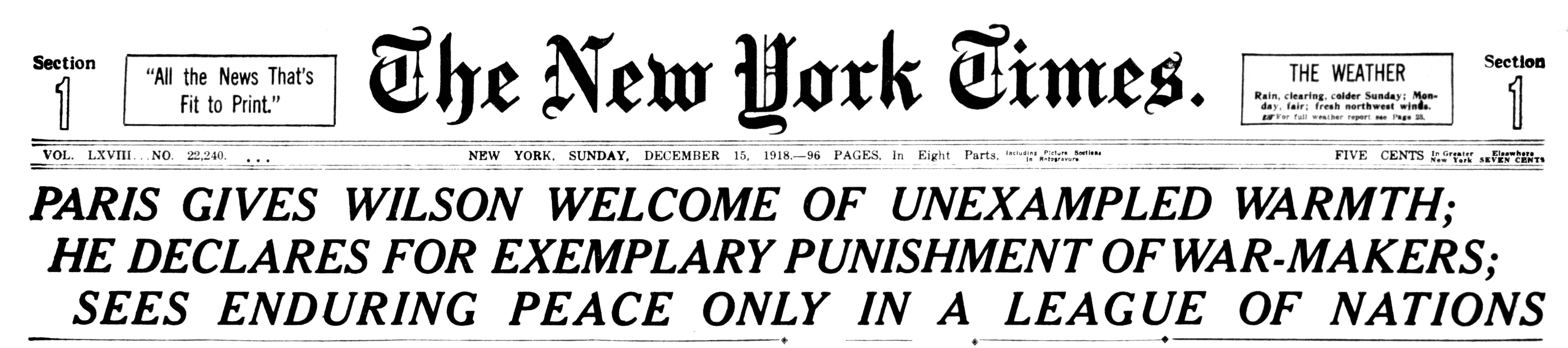
1918年12月にヨーロッパを訪れたウッドウ・ウィルソンは、「平和の実現と国際連盟の創設は、一つの目的として達成されなければならないことを再確認した」と演説した。

アメリカのウッドロウ・ウィルソン大統領はエドワード・M・ハウス大佐に対し、「十四か条の平和原則」で初めて示した自身の理想主義的な考えと、フィリモア委員会の活動を反映したアメリカの計画を起草するよう指示した。ハウスの作業とウィルソン自身の初稿で、スパイ活動や不正行為を含む「非倫理的」な国家行動を排除することが提案された。不従順な国家に対する強制手段としては、例えば、「その国の国境を封鎖して、世界のどの地域とも通商や交流ができないようにし、必要な武力を行使する...」などの厳しい措置が含まれた。
主に国際連盟規約を起草したのは、イギリスの政治家ロバート・セシル卿と南アフリカの政治家ヤン・スマッツの2人だった。スマッツは、大国を常任理事国、小国を非常任理事国とする理事会の創設や、中央同盟国の植民地の委任統治の制度の創設を提案した。セシルは行政面に重点を置き、年1回の理事会と、4年に1回の全加盟国による議会を提案した。また、連盟の管理業務を遂行するために、大規模で常設の事務局を設けることを主張した。

### 設立
1919年のパリ講和会議では、ウィルソン、セシル、スマッツの3人がそれぞれの草案を提出した。代表者間の長い交渉の末、セシル・ハーストとデイヴィッド・ハンター・ミラーが共同で執筆した予備的な草案を元に検討が進められた。さらに交渉と妥協を重ね、1919年1月25日、代表団は最終的に国際連盟創設の提案を承認した。最終的な国際連盟規約は特別委員会によって起草された。ヴェルサイユ条約・サン＝ジェルマン条約・トリアノン条約・ヌイイ条約・セーヴル条約の第1編に国際連盟規約が含められた。1919年6月28日、44か国が規約に署名した。
連盟は、全加盟国を代表する総会、大国に限定された執行委員会、そして常設の事務局で構成される。加盟国は、ほかの加盟国の領土保全を尊重し、外部からの攻撃に対抗して保全することと、国内の安全に合致する最低限度のレベルまで武装解除することが求められた。すべての国は、戦争を始める前に、仲裁または司法調査のために申し立てすることが義務づけられた。執行理事会は、紛争を裁く常設国際司法裁判所を設立した。
ウィルソン米大統領は、連盟の設立と推進に尽力した功績により1919年10月にノーベル平和賞を受賞した。しかし、そのアメリカ合衆国は、上院外交委員長であったヘンリー・カボット・ロッジやウィリアム・ボーラなどモンロー主義を唱える上院の反対により各講和条約を批准せず、その後の政権も国際連盟には参加しなかった。ロッジらは国際連盟規約第10条および16条で規定された「戦争を行った国家は、ほかの連盟国すべてに戦争行為をしたとみなし、当該国との通商、金融、交通を禁じ、連盟理事会の決定に従わなかった場合、連盟国に制裁として軍事行動を義務づける」という条文により、他国同士の紛争にアメリカが巻き込まれることを危惧し、反対に回った。ウィルソンが妥協を許さなかったため、加盟に必要な3分の2の賛成を得られず、アメリカは連盟に加盟しないこととなった。
国際連盟は、国際連盟規約を含むヴェルサイユ条約が発効した6日後の1920年1月16日にパリで第1回理事会を開催した。1920年11月1日、国際連盟の本部はロンドンからジュネーヴに移され、11月15日には第1回総会が開催された。ジュネーブの西湖畔にある連盟の最初の本部は、連盟設立に尽力したウッドロウ・ウィルソン米大統領にちなんで「パレ・ウィルソン」と名付けられた。

## 言語とシンボル
国際連盟の公用語はフランス語と英語だった。
1939年、国際連盟の半公式紋章が制定された。青い五角形の中に2つの五芒星を描いたもので、地球上の5つの大陸と「5種類の人種」を象徴するものである。マークの上には英語名（"League of Nations"）、下にはフランス語名（"Société des Nations"）が書かれた。

## 機関

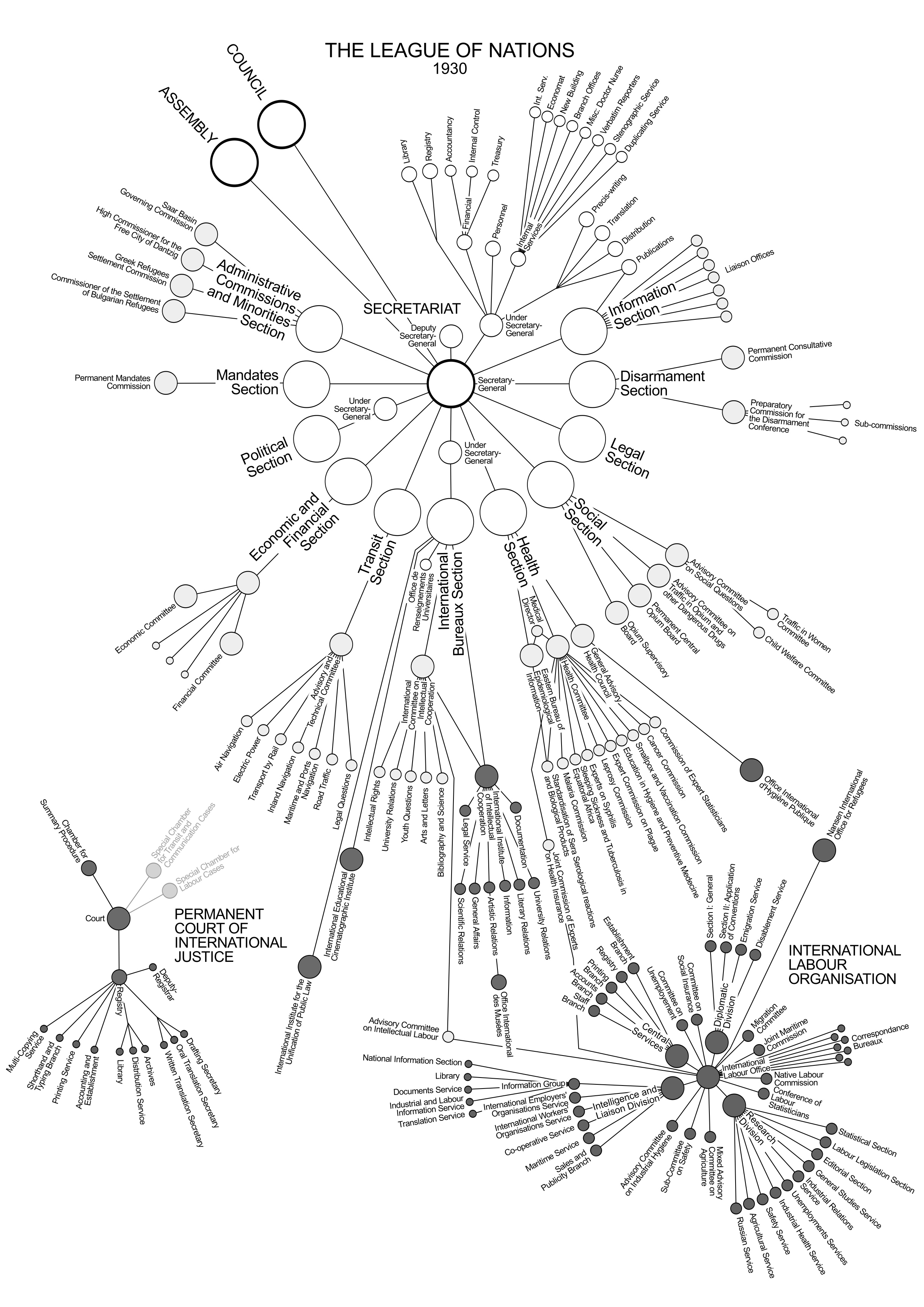
国際連盟の組織図

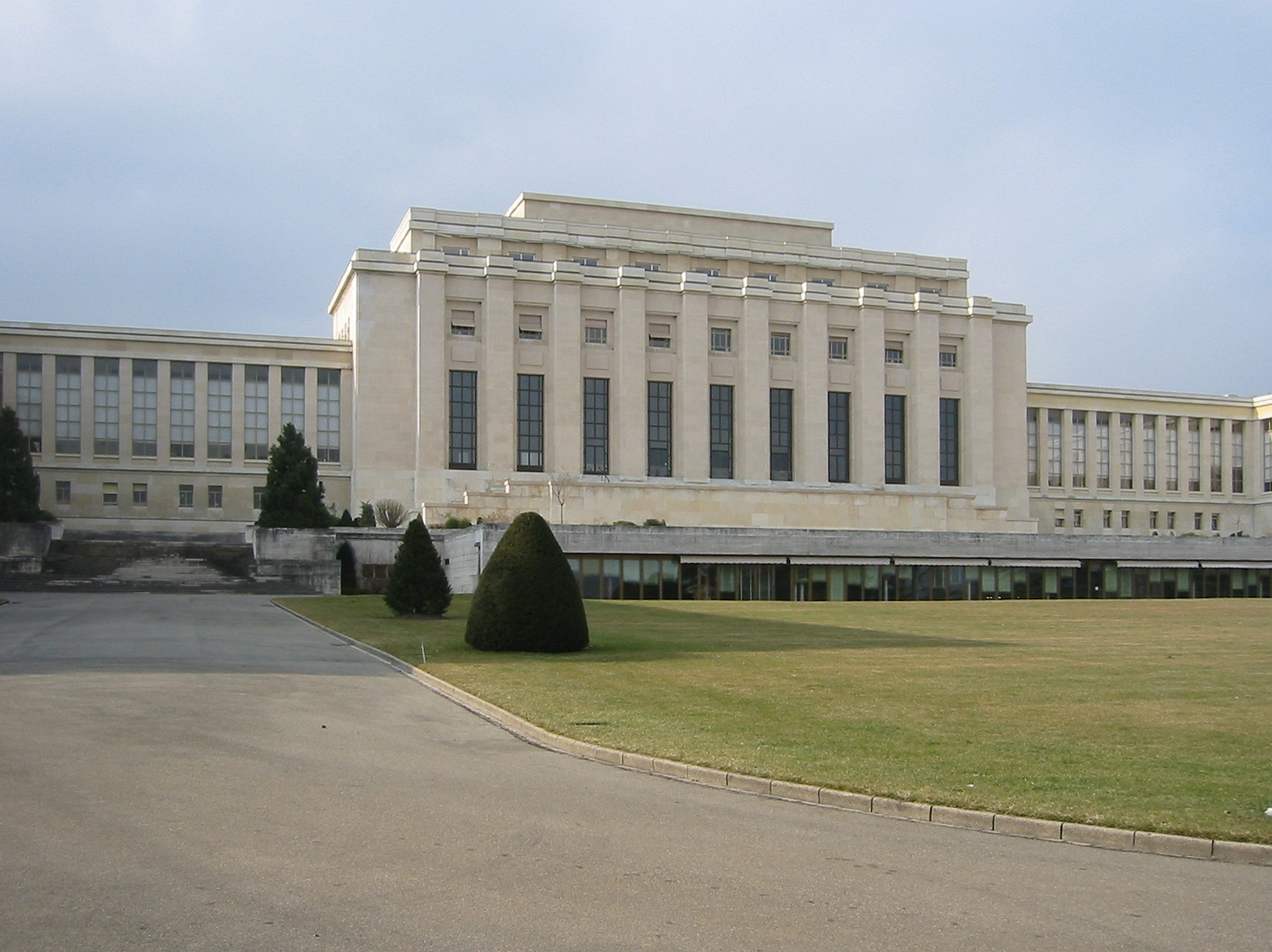
1936年から1946年に解散するまで連盟の本部だったジュネーヴのパレ・デ・ナシオン

連盟の主な構成機関は、総会、理事会、常設事務局だった。また、常設国際司法裁判所と国際労働機関という2つの主要組織があった。その他に、いくつかの補助機関や委員会があった。各機関の予算は総会で配分されていた。連盟の運営資金は加盟国が負担していた。

### 主要機関
総会と理事会の関係、およびそれぞれの権限は、明確に定義されていなかった。総会と理事会は、世界の平和に影響を与えるあらゆる問題を、連盟の権限の範囲内で扱うことができた。総会と理事会は、特定の問題や任務をもう一方に委ねることもできた。
総会と理事会の議決には、手続事項や新規加盟国の加入などの特定の場合を除き、全会一致が求められていた。この要件は、連盟が構成国の主権を信じていることの反映であった。連盟は口述による解決ではなく、同意形成による解決を求めた。紛争の場合には、紛争当事者の同意は必要なかった。

#### 事務局
常設事務局はジュネーヴの連盟本部に設置され、さまざまな分野の専門家で構成され、事務総長が指揮をとっていた。事務局の主な部門には、政治、財政・経済、交通、少数民族と行政（ザールとダンツィヒの管理）、職務権限、軍縮、保健、社会（アヘン、女性や子供の人身売買）、知的協力と国際事務局、法律、情報があった。事務局の職員は、理事会や総会の議題を作成したり、会議の報告書を発行したり、その他の日常的な事項を担当しており、事実上、連盟の公務員のような役割を果たしていた。1931年の時点で、事務局には707人の職員がいた。

##### 歴代事務総長
| 代 | 氏名                                     | 出身国       | 就任年月日                | 退任年月日                |
| -- | ---------------------------------------- | ------------ | ------------------------- | ------------------------- |
| 1  | エリック・ドラモンド James Eric Drummond | イギリス     | 1920年（大正9年）1月10日  | 1933年（昭和8年）6月30日  |
| 2  | ジョセフ・アヴェノル Joseph Louis Avenol | フランス     | 1933年（昭和8年）7月3日   | 1940年（昭和15年）8月31日 |
| 3  | ショーン・レスター Seán Lester           | アイルランド | 1940年（昭和15年）8月31日 | 1946年（昭和21年）4月18日 |

##### 日本の歴代事務次長
| 順 | 氏名       | 就任年月日               | 退任年月日                |
| -- | ---------- | ------------------------ | ------------------------- |
| 1  | 新渡戸稲造 | 1920年（大正9年）1月10日 | 1926年（大正15年）12月6日 |
| 2  | 杉村陽太郎 | 1927年（昭和2年）1月19日 | 1933年（昭和8年）3月27日  |

#### 総会
総会は、連盟加盟国の代表で構成され、1か国につき3名の代表と1票の投票権が認められていた。総会はジュネーヴで開催され、1920年の第1回会議以降、毎年9月に開催された。総会の特別な機能として、新規加盟国の受け入れ、非常任理事国の定期的な選出、常設法廷の判事の選出、予算の管理などがあった。実際には、総会が連盟の活動の総指揮をとっていた。
フランスなどは、総会に出席する代表代理や補佐などを十数人の国会議員で固めた一方、日本はヨーロッパ各国の駐在する大使級外交官で固めた。このことについて、当時の新聞は「日本は例により旧式の外交官ばかり連ねた」として批判した。

#### 理事会
理事会は、総会の決定を執行する機関として機能していた。理事会は常任理事国と、3年の任期で総会で選出される非常任理事国で構成された。設立当初の常任理事国は4か国（イギリス、フランス、イタリア、日本）、非常任理事国は4か国であり、最初の非常任理事国はベルギー、ブラジル、ギリシャ、スペインだった。
理事会の構成は何度か変更された。非常任理事国の数は、1922年9月22日に6か国、1926年9月8日に9か国となった。1926年9月8日にドイツが加盟するとともに5か国目の常任理事国となった。その後、ドイツと日本が連盟を脱退したため、非常任理事国の数が9から11に増やされた。1934年9月18日にソビエト連邦が加盟とともに常任理事国となり、理事国は15か国となった。理事会は平均して年に5回、必要に応じて臨時会合を開いた。1920年から1939年の間に、合計107回の会議が開催された。

### その他の機関
連盟は、常設国際司法裁判所や、差し迫った国際問題に対処するために設立されたほかのいくつかの機関・委員会を監督していた。連盟が監督していた機関には、以下のものがある。
- 常設国際司法裁判所
- 常設委任統治委員会
- 常設軍事諮問委員会
- 軍縮委員会
- 委任統治委員会
- 国際知的協力委員会（英語版）[68] - ユネスコの前身
- 法律家専門家委員会
- ナンセン国際難民事務所、ドイツ難民高等弁務官事務所 → 国際連盟難民高等弁務官事務所 - 国際連合難民高等弁務官事務所（UNHCR）の前身
- アヘン常設中央委員会 - 国際麻薬統制委員会の前身
- 難民委員会
- 奴隷委員会
- 保健機関 - 世界保健機関（WHO）の前身
- 経済金融機関
- 通信運輸機関
- 社会問題諮問委員会
- 国際労働機関
- 婦人児童売買諮問委員会
- 大使会議

これらの機関のうち、国際労働機関、常設国際司法裁判所（国際司法裁判所として）、保健機構（世界保健機関として再編成）の3つは、第二次世界大戦後に国際連合に移管された。

#### 常設国際司法裁判所
常設国際司法裁判所は、連盟規約では「理事会が設置案を作成し、加盟国が採択する」と規定されており、連盟規約によって直接設置されたものではない。常設国際司法裁判所の規約は理事会と総会によって制定された。裁判官は理事会と総会で選出され、予算は総会が負担した。裁判所は、関係者が提出したあらゆる国際紛争を審理し、判決を下す機関である。また、理事会や総会から付託された紛争や問題について勧告的な意見を述べることもできる。裁判所は、一定の広範な条件の下で、世界の全ての国に開かれていた。

#### 国際労働機関

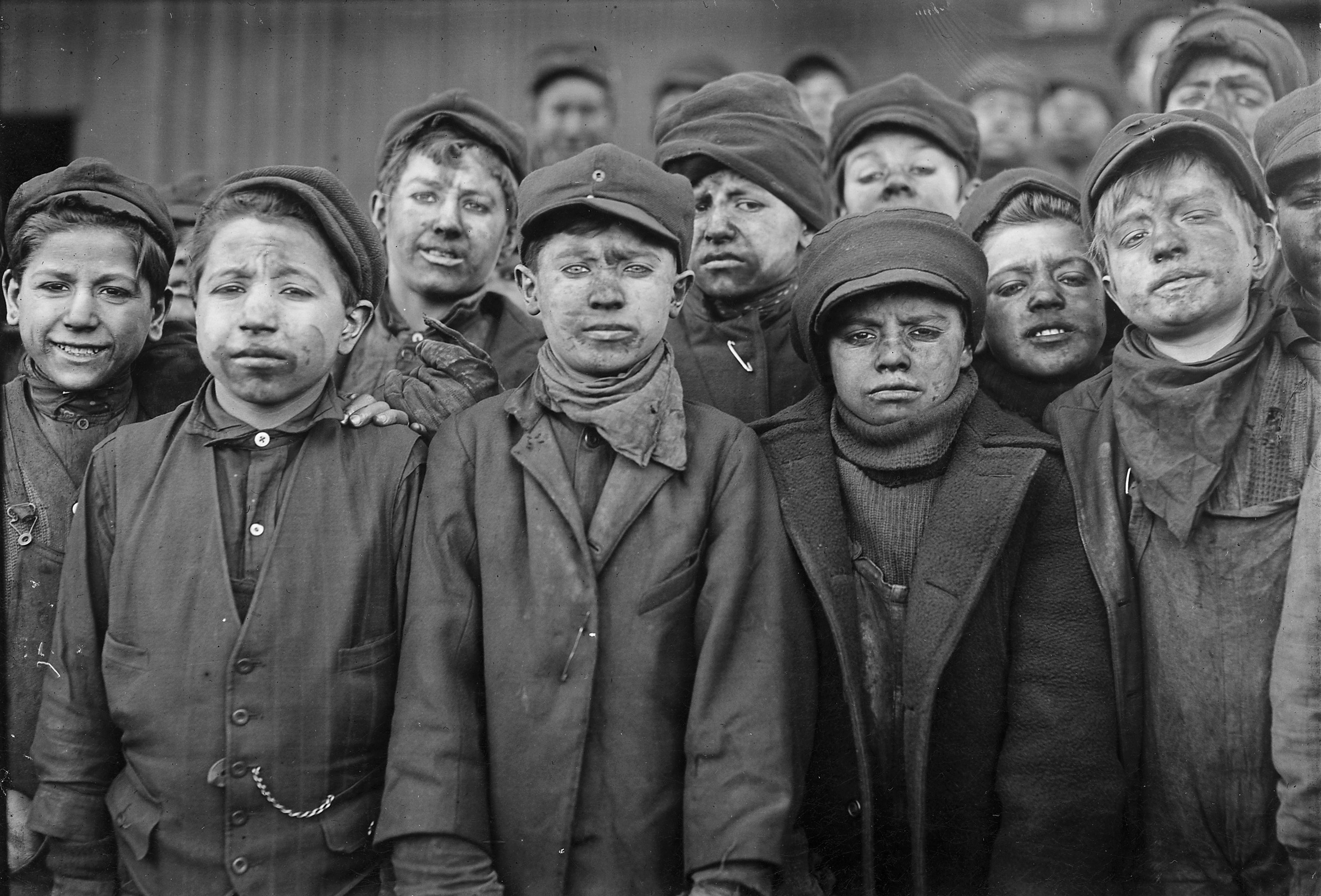
炭鉱での児童労働（1912年ごろ、アメリカ）

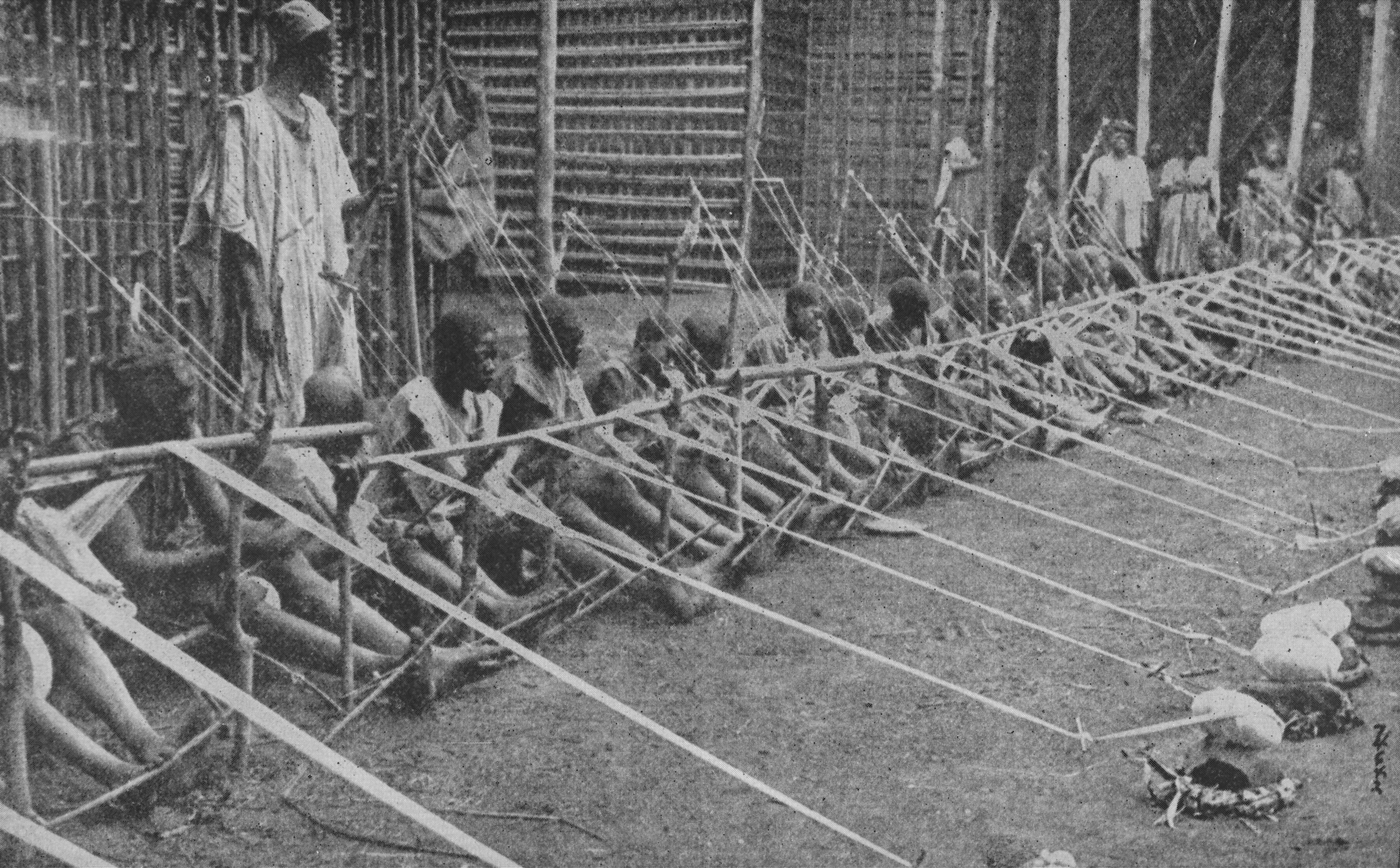
カメルーンでの児童労働（1919年）

国際労働機関（ILO）は、ベルサイユ条約第13編に基づいて1919年に設立された。ILOは、連盟と同じ加盟国を持ち、総会の予算管理下にあるものの、独自の運営機関、総会、事務局を持つ自治組織だった。規約は連盟とは異なり、各国政府だけでなく、使用者団体や労働者団体の代表にも代表権が与えられていた。初代代表はアルベール・トマだった。
ILOは、ペンキへの鉛の添加の制限に成功し、1日8時間労働と週48時間労働を採用するようにいくつかの国を説得した。また、児童労働の撤廃、職場における女性の権利向上、船員の事故に対する船主の責任追及などのキャンペーンを展開した。ILOは、連盟の消滅後、1946年に国際連合の機関となった。

#### 保健に関する組織
連盟の保健に関する組織は3つあった。連盟の常任役員が所属する「保健局」、医学専門家で構成された執行部である「一般諮問委員会」、そして「保健委員会」である。保健委員会は、連盟の保健事業の運営を監督し、理事会に提出する資料を作成することを目的とした委員会である。保健委員会はハンセン病、マラリア、黄熱病の制圧に力を入れていた。後二者については蚊を駆除する国際キャンペーンを行った。また、保健機構はソ連政府と協力して、大規模な教育キャンペーンを行うなど、チフスの流行を防ぐことに成功した。

#### 国際知的協力委員会
国際連盟は、その創設以来、国際的な知的協力の問題に真剣に取り組んできた。1920年12月の第1回総会はで知的労働の国際的な組織化を目指して行動を起こすよう理事会に勧告し、第2回総会の第5委員会が提出した報告書を採択して、1922年8月にジュネーブで開催される知的協力委員会を招請した。委員会の初代委員長には、フランスの哲学者アンリ・ベルグソン就任した。委員会の活動内容は，知的生活の状況の調査、知的生活が危機に瀕している国への援助、知的協力のための国内委員会の設立、国際知識組織との協力、知的財産の保護、大学間の協力、書誌作業の調整と出版物の国際交流、考古学研究の国際協力などであった。

#### アヘン常設中央委員会
第2次万国阿片条約で設立されたアヘン常設中央委員会は、アヘン、モルヒネ、コカイン、ヘロインの取引に関する統計報告を監督した。同委員会はまた、麻薬の合法的な国際取引のための輸入証明書と輸出許可書のシステムを確立した。

#### 奴隷委員会
1926年の奴隷条約で設立された奴隷委員会は、世界中の奴隷制度と奴隷売買の撲滅を目指し、強制売春と戦っていた。奴隷委員会は、委任統治された国を管理する政府に対し、その国で奴隷制度を廃止するよう圧力をかけた。連盟は1923年にエチオピアに対し連盟加盟の条件として奴隷制廃止の約束を取り付け、リベリアと協力して強制労働と部族間奴隷制を廃止した。イギリスは「エチオピアは加盟を正当化するのに十分な文明と国内治安の状態に達していない」という理由で、エチオピアの連盟加盟を支持していなかった。
連盟は、タンガニーカ鉄道を建設する労働者の死亡率を55%から4%に下げることにも成功した。また、奴隷制、売春、女性や子供の人身売買などを取り締まるための記録も残された。国際連盟の圧力により、1923年にアフガニスタン、1924年にイラク、1926年にネパール、1929年にトランスヨルダンとペルシャ、1937年にバーレーン、1942年にエチオピアで奴隷制が廃止された。

#### 難民に関する組織

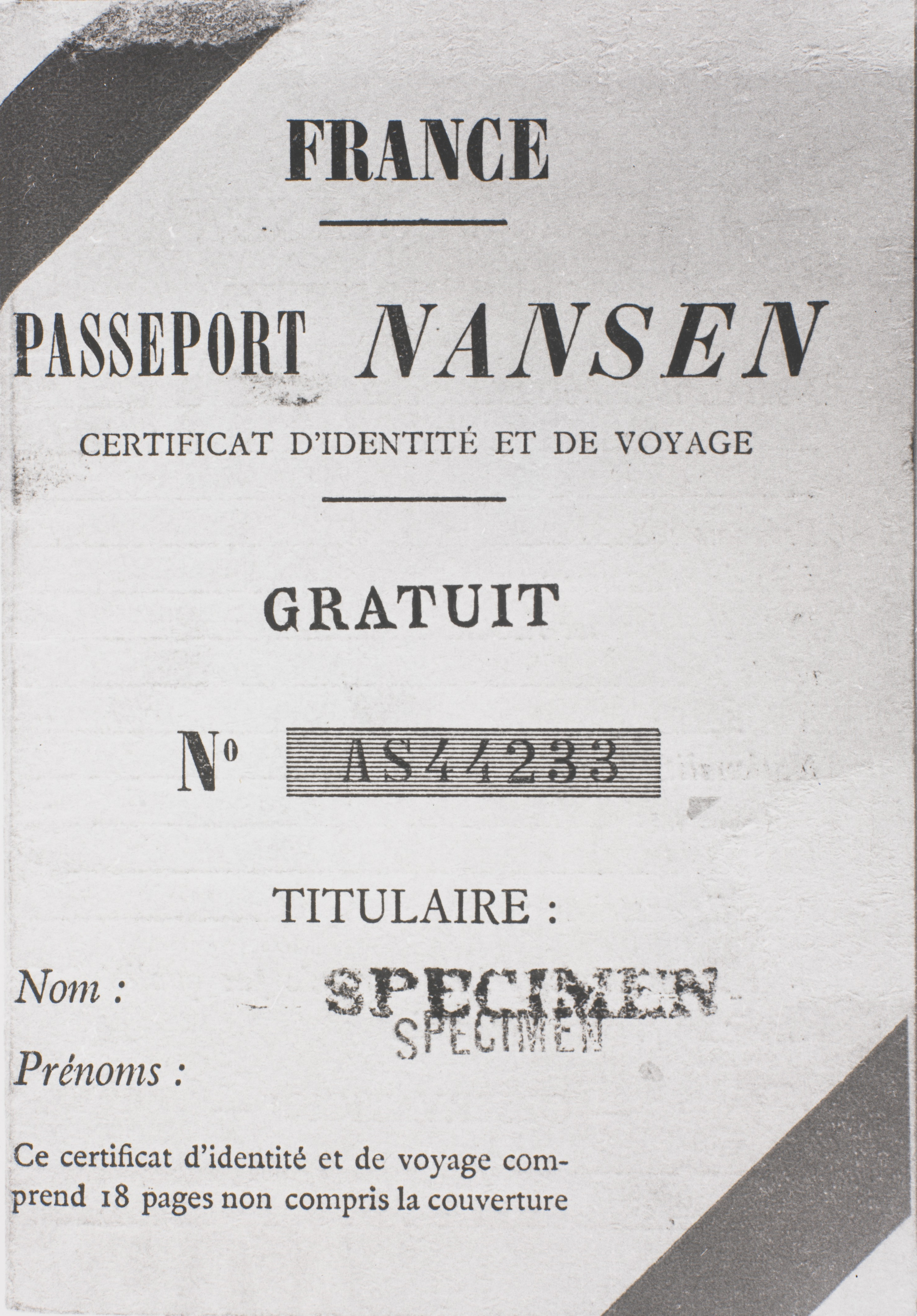
ナンセン・パスポート

1921年6月27日にフリチョフ・ナンセンの主導で設立された難民委員会 は、難民の本国送還や、必要に応じて再定住を監督するなど、難民の利益を守るために設立された。第一次世界大戦末期、ロシア各地には200万人から300万人の各国の元捕虜が散らばっていたと言われており、委員会が設立されてから2年で42万5,000人の帰国を支援した。また、1922年にはトルコに難民キャンプを設置し、コレラ、天然痘、赤痢などの蔓延を防ぎ、キャンプ内の難民に食事を提供するなどの支援を行った。また、無国籍者のための身分証明手段としてナンセン・パスポートを制定した。

#### 女性に関する組織
1937年に設立された女性の法的地位の調査のための委員会は、世界中の女性の地位を調査することを目的としていた。後に女性の地位委員会として国際連合の一部となった。
第一次世界大戦の開戦から2週間も経たないうちに、フェミニストたちは戦争反対の活動を始めた。それまでの平和団体への参加を禁じられていたアメリカの女性たちは、女性平和パレード委員会（Women's Peace Parade Committee）を結成し、戦争への無言の抗議行動を計画した。委員長のファニー・ギャリソン・ヴィラードを筆頭に、労働組合、フェミニスト団体、社会改革団体の女性たち（ケイト・ウォーラー・バレット、メアリー・リッター・ビアード、キャリー・チャップマン・キャット、ローズ・シュナイダーマン、リリアン・ウォルドら）が1,500人の女性を組織し、1914年8月29日にマンハッタンの5番街を行進した。このパレードにより、ジェーン・アダムズは、ヨーロッパの2人のサフラジスト（ハンガリー人のシュヴィンメル・ロージカとイギリス人のエメリン・ペシック・ローレンス）が提案した平和会議の開催に関心を持った。1915年1月9日から10日にかけて、ワシントンD.C.でアダムス主導の平和会議が開催され、行政権と立法権を持つ国際機関を設立して、平和と軍縮のための「中立国の永久同盟」を発展させることを求める綱領が採択された。
その数か月後には、ハーグで国際女性会議を開催することが呼びかけられた。1915年4月28日に開催された会議は、ミア・ボワセベン、アレッタ・ヤコブス、ローザ・マヌスがコーディネートし、中立国・非戦国から1,136名が参加した。この会議では、のちに婦人国際平和自由連盟（WILPF）となる組織が設立された。会議終了後、2つの女性代表団が派遣され、数か月かけてヨーロッパの国家元首を訪問した。各国外相はそのような機関は効果がないと感じていたが、ほかの国が同意し、ウッドロウ・ウィルソン米大統領が組織を立ち上げるのであれば、中立的な調停機関の設立に参加するか、それを妨げないことに合意した。しかし、戦争遂行中のウィルソン大統領はこれを拒否した。
1919年、フランスの女権擁護者たちは、公式会議への参加許可を得ることを期待して、パリ講和会議と並行して行われる連合国女性会議への参加を世界のフェミニストたちに呼びかけた。連合国女性会議は、和平交渉や委員会への提案の許可を求め、女性と子供に関する委員会に参加する権利を与えられた。女性に対する男性と同等の権利と法による完全な保護を求めたが、それらは無視された。この会議により、女性に対し、国際連盟の職員や代議員など、あらゆる役割を果たす権利が認められた。また、加盟国は女性や子供の人身売買を防止し、子供・女性・男性の労働者のための人道的な条件を平等に支持するという宣言を勝ち取った。1919年5月17日から19日にかけて開催されたチューリッヒ平和会議では、ヴェルサイユ条約が懲罰的な措置をとっていること、暴力の非難を規定していないこと、市民的・政治的参加から女性を排除していることを、WILPFの女性たちが非難した。

#### 経済に関する組織
連盟規約では、経済についてはほとんど触れられていない。それにもかかわらず、1920年に連盟理事会は金融会議を招集した。第1回総会では、会議に情報を提供するための経済金融諮問委員会の任命が決定された。1923年、恒久的な経済金融機関が発足した。

## 加盟国

1920年から1945年までの加盟国の推移
加盟国
加盟国の植民地
委任統治領
非加盟国
非加盟国の植民地

連盟の原加盟国は42か国で、そのうち1946年に解散されるまで加盟していたのは23か国（自由フランスを含めると24か国）だった。創設年には他に6か国が加盟し、そのうち解散まで加盟し続けたのは2か国だけだった。1926年9月8日にヴァイマル共和政下のドイツ国が連盟に加盟した。
その後、さらに15か国が加盟した。1934年9月28日にエクアドルが加盟してから1935年2月23日にパラグアイが脱退するまでの間のが、国際連盟の加盟国が58か国と最多となった期間である。
連盟に最後に加盟したのは、1937年5月26日加盟のエジプトだった。最初に連盟から脱退したのは、1925年1月22日に脱退したコスタリカだった。コスタリカが加盟したのは1920年12月16日であり、連盟への加盟期間が最短の国でもある。原加盟国では最初に脱退したのは、1926年6月14日に脱退したブラジルである。1932年に加盟したイラクは、連盟の委任統治下から独立した国の中で初めての加盟国である。
ソビエト連邦は1934年9月18日に加盟したが、1939年12月14日にフィンランドへの侵攻を理由に追放された。このソ連の追放は、連盟規約に違反したものだった。理事国15か国のうち、追放に賛成したのは7か国（イギリス、フランス、ベルギー、ボリビア、エジプト、南アフリカ、ドミニカ共和国）で、規約で定められた過半数に達していなかった。賛成した国のうち3か国（南アフリカ、ボリビア、エジプト）は、投票の前日に理事国入りした国だった。これは、第二次世界大戦によって実質的に機能しなくなる前の、連盟の最後の行動の一つだった。

## 委任統治
第一次世界大戦末期、連合国は、アフリカと太平洋にある旧ドイツ植民地、およびオスマン帝国のアラビア語圏のいくつかの州の処分問題に直面していた。パリ講和会議では、これらの領土を連盟に代わって各国政府が管理するという原則が採択された。これは、国際的な監視のもとで各国が責任を負う制度である。委任統治制度（mandate system）と定義されたこの計画は、イギリス、フランス、アメリカ、イタリア、日本の主要連合国の政府および外務大臣で構成される十人評議会によって1919年1月30日に採択され、国際連盟に伝達された。
委任統治制度は、国際連盟規約第22条に規定された。常設委任統治委員会は、委任統治を監督するとともに、紛争地域の住民がどの国に加わるかを決めるための住民投票を実施した。委任統治にはA式・B式・C式の3つの分類があった。
A式は、旧オスマン帝国の領土に適用された。
B式は、第一次世界大戦後に連盟が管理していた中央アフリカの旧ドイツ植民地に適用された。
C式は、西南アフリカと南太平洋諸島の旧ドイツ植民地に適用された。

### 受任国
領土は受任国により統治された。たとえば、パレスチナはイギリス、南西アフリカは南アフリカが受任国となり、その地域が自治できると判断されるまで統治していた。14の委任統治領は、イギリス、日本、フランス、ベルギー、南アフリカ、ニュージーランド、オーストラリアの7つの受任国に分割された。1932年10月3日に連盟に加盟したイラク王国を除き、これらの地域が独立を果たしたのは第二次世界大戦後のことで、最後に独立したのは1990年だった。連盟の解散時にまだ残っていた委任統治領のほとんどは国連信託統治領となった。
委任統治とは別に、連盟はザール盆地を15年間統治し、国民投票の結果ドイツに返還された。また、自由都市ダンツィヒ（現在のポーランド・グダニスク）を1920年11月15日から1939年9月1日まで統治した。

## 解決した領土紛争
第一次世界大戦の後、国境の正確な位置や、ある地域がどの国に加わるかなど、解決すべき問題が多く残されていた。これらの問題のほとんどは、勝利した連合国が連合国最高評議会などの組織で処理した。連合国は、特に困難な問題だけを連盟に委ねる傾向があった。このため、戦間期の初期には、連盟は戦争による混乱の解決にはほとんど関与していなかった。初期に連盟が検討した問題は、パリ講和条約で指定されたものだった。
連盟の発展とともにその役割は拡大し、1920年代半ばには国際的な活動の中心となっていた。この変化は、連盟と非加盟国との関係にも表れている。たとえば、アメリカやロシアは、連盟との連携を強めていった。1920年代後半、フランス、イギリス、ドイツは、国際連盟を外交活動の中心に据えており、この時期、各国の外務大臣はジュネーヴで開催される連盟の会議に出席していた。また、彼らは連盟の機構を利用して、関係の改善や対立の解消に努めていた。

### オーランド諸島
オーランド諸島は、スウェーデンとフィンランドの中間に位置するバルト海に浮かぶ約6,500の島の集まりである。ほとんどがスウェーデン語圏だが、1809年、オーランド諸島はフィンランドとともにロシア帝国に占領された。1917年12月、ロシアが十月革命で混乱している中でフィンランドは独立を宣言したが、オーランド諸島の住民の多くはスウェーデンへの復帰を希望していた。フィンランド政府は、ロシアが1809年に設立したフィンランド大公国にオーランド諸島を含めていたことから、オーランド諸島を新国家の一部と考えていた。1920年までに、この紛争は戦争勃発寸前までエスカレートした。イギリス政府はこの問題を連盟理事会に付託したが、フィンランドは内政問題であるとして連盟の介入を許さなかった。連盟は、この問題を調査すべきかどうかを決めるために小委員会を作り、肯定的な回答を得たため、中立委員会を作った。1921年6月、連盟は、オーランド諸島をフィンランドの一部とし、非武装化を含めて島民の保護を保証するという中立委員会の決定を発表した。スウェーデンはこの決定に消極的に同意した。これは、連盟を通じて直接締結された初のヨーロッパの国際協定だった。

### 上シレジア
上シレジアの領土問題を連合国が解決できなかったため、連盟に委ねられた。第一次世界大戦後、プロイセンに属していた上シレジアの領有権をポーランドが主張した。ヴェルサイユ条約では、上シレジアをドイツとポーランドのどちらに帰属させるかを決めるために、上シレジアで住民投票を行うことが推奨されていた。ドイツ当局の態度に対する不満から、第1次（1919年）・第2次（1920年）のシレジア蜂起が発生した。1921年3月20日に行われた住民投票では、59.6%（約50万人）がドイツへの加盟を支持したが、ポーランドはこの投票をめぐる状況が不公平であったと主張した。この結果を受けて、1921年に第3次シレジア蜂起が起こった。
1921年8月12日、連盟はこの問題の解決を求められた。理事会は、ベルギー、ブラジル、中国、スペインからの代表者で構成される委員会を設置し、状況の調査を行った。委員会は、住民投票で示された地域ごとの意向に応じて上シレジアをポーランドとドイツの間で分割すること、2つの地域の相互の関係の詳細（たとえば、2つの地域の経済的・産業的な相互依存関係のために、国境を越えて商品を自由に通行させるかどうかなど）は両者で決定すべきであることを勧告した。
1921年11月、ドイツとポーランドの間の条約の交渉のための会議がジュネーヴで開催された。5回の会議を経て、最終的な和解が得られた。合意では、この地域の大部分をドイツに与え、ポーランドには、この地域の鉱物資源と産業の大部分を占める地域を与えるというものだった。1922年5月にこの協定が公表されると、ドイツ国内では激しい憤りの声が上がったが、それでもこの条約は両国で批准された。これにより、第二次世界大戦が始まるまで、この地域は平和が続いた。

### アルバニア
アルバニア公国の国境線は、1919年のパリ講和会議の際に連盟の決定に委ねることとされたため、1921年9月になっても決定されないまま不安定な状況が続いていた。アルバニアの南ではギリシャ王国軍が軍事行動を行った。アルバニアの北ではセルビア人・クロアチア人・スロベニア人王国（ユーゴスラビア王国）軍がアルバニア人部族との衝突を経て交戦状態となっていた。連盟は列強各国の代表からなる委員会を現地に派遣した。1921年11月、連盟はアルバニアの国境線を、1913年時点のものを基準とし、ユーゴスラビアに有利になるように3か所を変更するという決定を行った。数週間後、ユーゴスラビア軍はしぶしぶ撤退した。
1923年8月24日、大使会議より派遣されたギリシャ・アルバニア国境劃定委員会のメンバーだったイタリアのエンリコ・テリーニ将軍とその部下4人が何者かに殺され、アルバニアの国境線が再び国際紛争の原因となった。イタリアの指導者ベニート・ムッソリーニは激怒し、5日以内に事件を調査するよう委員会に要求した。ムッソリーニは、調査の結果がどうであれ、ギリシャ政府に対しイタリアに5,000万リラの賠償金を支払うことを要求した。ギリシャ政府は、ギリシャ人による犯行であると証明されない限り、賠償金は支払わないと回答した。
ムッソリーニは軍艦をギリシャのコルフ島に派遣して砲撃し、1923年8月31日にイタリア軍がコルフ島を占領した。これは連盟規約に反するものだったため、ギリシャはこの事態に対処するために連盟に訴えた。連合国側は（ムッソリーニの主張で）、テリーニ将軍を任命したのは大使会議であるため、この紛争を解決する責任は大使会議にあると合意した。連盟理事会はこの紛争について検討し、その結果を大使会議に伝え、最終的な判断を仰ぐことになった。大使会議は連盟の勧告のほとんどを受け入れ、犯人が判明していないにもかかわらず、ギリシャに対してイタリアに5千万リラを支払うよう強要した。その後、イタリア軍はコルフ島から撤退した。

### メーメル
バルト海に面した港町メーメル（現在のリトアニア・クライペダ）とその周辺地域にはドイツ人が多く住んでおり、ヴェルサイユ条約第99条により、連合国の暫定的な支配下に置かれていた。フランス政府とポーランド政府はメーメルを単一の国家に属さない国際都市にすることを希望したが、リトアニアはこの地域を併合することを望んでいた。1923年になってもこの地域の処遇は決まっておらず、1923年1月にはリトアニア軍が侵攻して港を占領した。連合国はリトアニアとの間で合意に至らなかったため、連盟に問題を委ねた。1923年12月、連盟理事会は調査委員会を任命した。委員会は、メーメルをリトアニアに割譲し、自治権を与えることを決定した。クライペダ条約は、1924年3月14日に連盟理事会で承認され、その後、連合国とリトアニアによって承認された。
1939年、ナチスが台頭したドイツがこの地域を占領し、この地域をドイツに返還しなければ武力に訴えるとリトアニアに最後通牒を発した。国際連盟はメーメル地方のドイツへの分離を防ぐことができなかった。

### ハタイ
フランス委任統治領シリアにあったアレクサンドレッタのサンジャクには、連盟の監視の下で1937年に自治権が与えられた。1938年8月の選挙で選ばれた議会は、翌月にこの地をハタイと改称し、ハタイ共和国として独立を宣言した。1939年半ばにフランスの同意を得てトルコに併合された。

### モスル
国際連盟は、1926年にイラク王国とトルコ共和国の間で起きた旧オスマン帝国領モスルの領有権をめぐる紛争を解決した。1920年にイギリス委任統治領メソポタミアの一部としてイラクを代表して外交を行っていたイギリスは、モスルはイラクに属すると主張していた。一方、トルコ共和国はモスルをトルコの歴史的な中核地の一部と主張していた。1924年、連盟はベルギー、ハンガリー、スウェーデンをメンバーとする調査委員会をこの地に派遣した。委員会の調査によりは、モスルの人々はトルコとイラクのどちらにも属したくないが、選ぶとしたらイラクを選ぶだろうということがわかった。1925年、委員会は、クルド人の自治権を確保するために、イギリスがイラクの委任統治権をあと25年保持することを条件に、同地域をイラクの一部とするよう勧告した。連盟理事会はこの勧告を採択し、1925年12月16日にモスルをイラクに与えることを決定した。
トルコは1923年のローザンヌ条約では連盟の仲裁を受け入れていたが、理事会の権限を疑問視してこの決定を拒否した。この問題は常設国際司法裁判所に委ねられたが、常設国際司法裁判所は「連盟理事会が全会一致で決定した場合は、それを受け入れなければならない」と判断した。それにもかかわらず、イギリス、イラク、トルコは、1926年6月5日、連盟理事会の決定をほぼ踏襲し、モスルをイラクに割り当てる別の条約を批准した。この条約では、イラクは25年以内に連盟加盟を申請することができ、加盟と同時に委任統治も終了することが合意された。

### ヴィリニュス
第一次世界大戦後、ポーランドとリトアニアは共に独立を回復したが、すぐに領土問題に没頭するようになった。ポーランド・ソビエト戦争戦争中、リトアニアはソ連との間でソビエト・リトアニア講和条約を締結し、リトアニアとソ連との国境線を定めた。この条約により、リトアニアは、かつてのリトアニアの首都でありながら、ポーランド人が多数を占める都市ヴィリニュス（ポーランド語で「ヴィルノ」）を支配することになった。これにより、リトアニアとポーランドの間の緊張が高まり、ポーランド・リトアニア戦争の再開が懸念されたため、1920年10月7日、連盟は停戦と両国間の分断線を定めたスヴァウキ協定を取り決めた。1920年10月9日、ポーランド軍を指揮していたルツィアン・ジェリゴフスキ将軍がスヴァウキ協定に反してこの都市を占領し、中部リトアニア共和国を建国した。
連盟理事会は、リトアニアからの援助要請を受けて、ポーランドに対し軍の撤退を求めた。ポーランド政府はこれに応じる意向を示したものの、ポーランド軍は兵を増派して街を強化した。これを受けて連盟は、ヴィリニュスの将来は住民投票で決めるべきであり、ポーランド軍は撤退して連盟が組織する国際軍がこれに代わるべきだと決定した。この計画は、ポーランド、リトアニア、そしてリトアニアに国際軍が駐留することに反対していたソビエト連邦の抵抗を受けた。1921年3月、連盟は住民投票の計画を断念した。ポール・ハイマンスは、以前のポーランド・リトアニア共和国のようなポーランドとリトアニアの連合体を提案したが、失敗に終わり、1922年3月にヴィリニュスとその周辺は正式にポーランドに併合された。
リトアニアがクライペダ地域（メーメル）を占領したあと、1923年3月14日、大使会議によってリトアニアとポーランドの国境線が設定され、ヴィリニュスはポーランドに残された。リトアニアの当局はこの決定を受け入れず、公式には1927年までポーランドとの戦争状態が続いた。リトアニアがポーランドとの国交を回復し、国境線を事実上受け入れたのは、1938年のポーランドからの最後通牒があってからである。

### コロンビアとペルー
20世紀初頭、コロンビアとペルーの間にはいくつかの国境紛争があり、1922年、両政府はそれらを解決するためにサロモン＝ロサノ条約に調印した。この条約によって国境の町レティシアとその周辺がペルーからコロンビアに割譲され、コロンビアはアマゾン川にアクセスできるようになった。これによって土地を失ったペルーのゴム・砂糖産業の経営者たちが、1932年9月1日にレティシアを武装占拠した。当初、ペルー政府はこの占領を認めなかったが、ペルー大統領ルイス・ミゲル・サンチェス・セロはコロンビアの再占領に抵抗することを決めた。ペルー軍はレティシアを占領し、2国間の武力紛争に発展した。数か月にわたる外交交渉の末、両国政府は連盟の調停を受け入れ、両国の代表が連盟理事会でこの一件について報告した。1933年5月に双方が署名した暫定和平協定では、二国間交渉が進む間、国際連盟が紛争地域を管理することになっていた。1934年5月、最終和平協定が締結され、レティシアのコロンビアへの返還、1932年のペルーの侵攻に対する正式な謝罪、レティシア周辺の非武装化、アマゾン川とプトゥマヨ川の自由航行、不可侵の誓約などがなされた。

### ザール
ザールは、プロイセンとプファルツの一部から形成された州で、ヴェルサイユ条約によって連盟の管理下に置かれた。連盟が支配を開始してから15年後に、この州をドイツとフランスのどちらに帰属させるかを決める住民投票が行われることになっていた。1935年に行われた住民投票では、90.3%の有権者がドイツへの帰属を支持し、連盟理事会はこれをすぐに承認した。

## その他の紛争
連盟は、領土問題だけでなく国家間や国内の紛争にも介入していた。アヘンの国際取引や性奴隷との戦い、1926年までのトルコを中心とした難民の救済活動などがその成果である。無国籍の難民のための国際的に認められた初の身分証明書として1922年に導入されたナンセン・パスポートは、この分野での革新の一つである。

### ギリシャとブルガリア
1925年10月、ギリシャとブルガリアの国境で衛兵が起こした事件をきっかけに、両国の間で戦闘が始まった。事件の3日後、ギリシャ軍がブルガリアに侵攻した。ブルガリア政府は軍隊に形だけの抵抗を命じ、1万人から1万5千人の人々を国境地帯から避難させ、連盟に紛争解決を託した。連盟はギリシャ軍の侵攻を非難し、ギリシャに対し軍の撤退とブルガリアへの補償を求めた。

### リベリア
アメリカのファイアストン社が所有するリベリアの大規模なゴム農園での強制労働の告発と、アメリカ人による奴隷売買の告発を受けて、リベリア政府は連盟に調査を要請した。それを受けて、連盟、アメリカ、リベリアの三者が共同で委員会を設立した。1930年、連盟の報告書により、奴隷と強制労働の存在が確認された。この報告書では、多くのリベリア政府関係者が契約労働者の売買に関与しているとし、それをヨーロッパ人やアメリカ人に置き換えるよう勧告されていた。このことは、リベリア国民の怒りを買い、チャールズ・D・B・キング大統領とその副大統領は辞任に追い込まれた。リベリア政府は、強制労働や奴隷制を禁止し、社会改革のためにアメリカの協力を要請した。

### 満洲事変

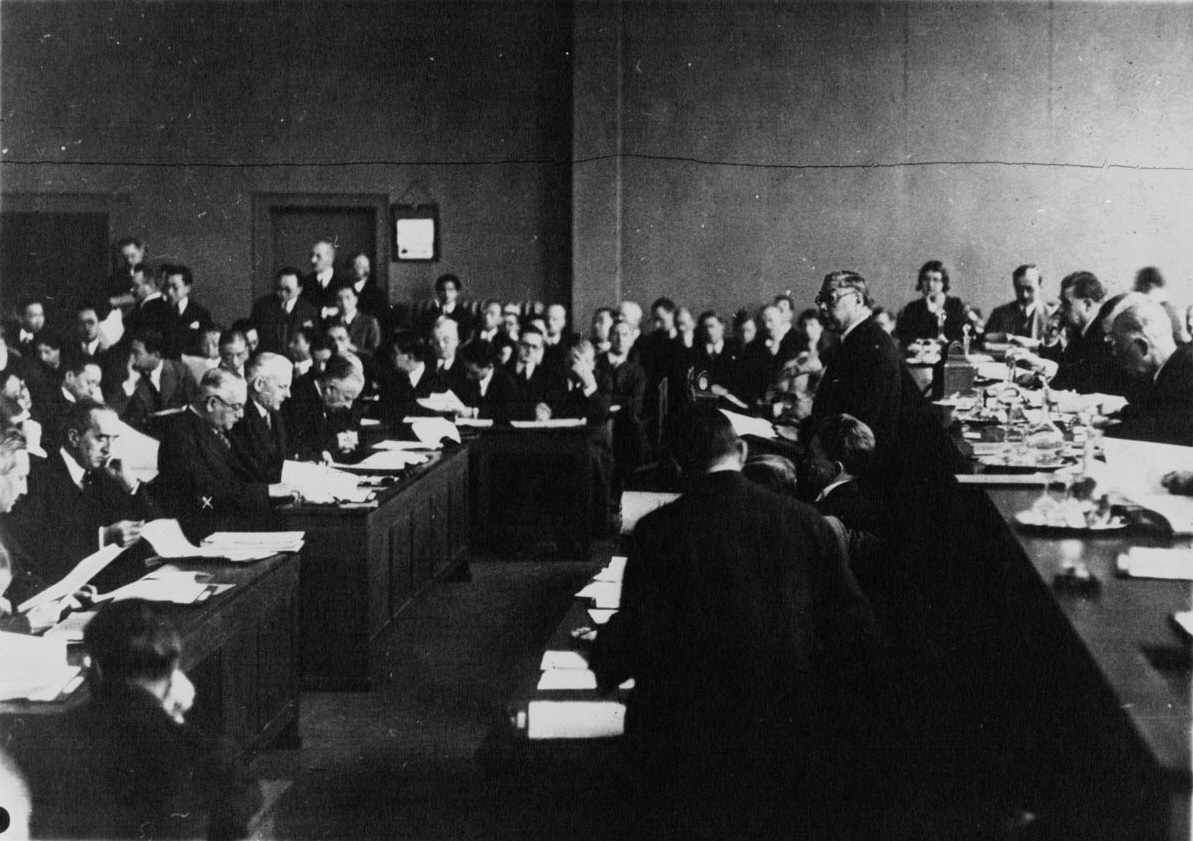
満洲事変について国際連盟で演説する中国代表団（1932年）

満洲事変は、主要加盟国が日本の侵略に取り組むことを拒否したため、連盟を弱体化させる決定的な後退となった。
対華21カ条要求の合意条件では、日本政府は中国の満洲地域にある南満洲鉄道の周辺に軍隊を駐留させる権利を持っていた。1931年9月、日本の関東軍は満蒙問題解決の「唯一の方策」として、鉄道の一部を破損し（柳条湖事件）、これを中国軍の犯行であるとして（東京からの命令に反して）満洲全土を占領した。のち1932年3月1日満洲国政府から「満洲国」建国宣言が公布され、1932年3月9日、清の元皇帝の溥儀を執政（後に皇帝）とする傀儡政権が樹立された。
国際連盟は満洲にリットン調査団を派遣した。1年後の1932年10月、リットン報告書が発表された。この報告書を元とした国際連盟特別総会報告書は、1933年2月24日の総会で賛成42、反対1（日本）、棄権1（タイ）で採択された。日本の代表団はこれを不服として議場を退場し、3月8日に国際連盟からの脱退を決定した。国際連盟側の脱退に関する処理は2年間の予告期間を経て、1935年3月27日に効力を発生した。
イギリスの歴史家C・L・モワットは、これによって連盟の集団安全保障は死んでしまったと評した。
連盟も、集団安全保障や法の支配の思想も、敗北したのである。侵略者への無関心や同情もあったが、連盟加盟国が準備不足で他のことに気を取られ、日本の野心の大きさを認識するのが遅すぎたことも原因の一つであった。

### チャコ戦争
1932年、ボリビアとパラグアイが乾燥地帯のグランチャコをめぐって戦争を起こしたが、連盟はこれを防ぐことができなかった。この地域は人口は少ないものの、パラグアイ川が流れており、この土地を押えることで内陸国である両国が大西洋に自由にアクセスできるようになる。また、のちに誤りであることが判明したが、チャコ地方には大量の石油が埋蔵されているという憶測もあった。1920年代後半から国境で小競り合いが続いていたが、1932年にボリビア軍がピシャントゥータ湖のカルロス・アントニオ・ロペス要塞でパラグアイ軍を攻撃したことで、全面戦争に発展した。パラグアイは連盟に訴えたが、パン＝アメリカ会議が調停を申し出たため、連盟は行動を起こさなかった。この戦争では、人口約300万人のボリビアで5万7,000人、人口約100万人のパラグアイで3万6,000人の死傷者が出て、双方にとって大惨事となった。また、両国は経済的にも破綻の危機に瀕した。1935年6月12日に停戦交渉が行われた時点でパラグアイがこの地域の大半を掌握しており、1938年のブエノスアイレス講和条約で、グランチャコはパラグアイに帰属することが決定した。

### イタリアのエチオピア侵攻

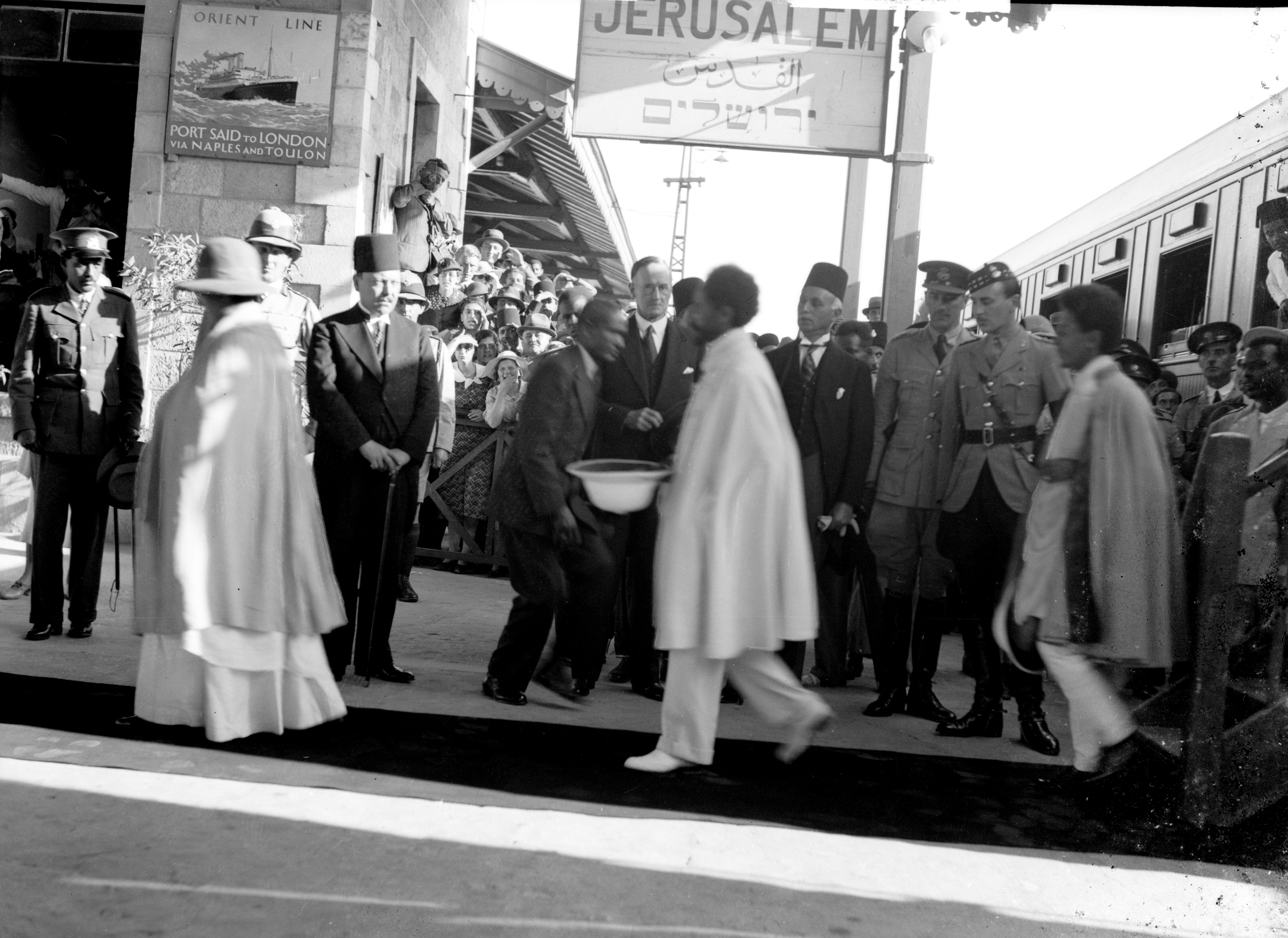
エルサレム経由でエチオピアを脱出する皇帝ハイレ・セラシエ1世

1935年10月、イタリアの独裁者ベニート・ムッソリーニは40万人の軍隊を送り込み、アビシニア（エチオピア）に侵攻した。ピエトロ・バドリオ元帥が1935年11月から作戦を指揮し、無防備な村や医療施設などを標的に、爆撃、マスタードガスなどの化学兵器の使用、水道水への毒の混入などを命じた。1936年5月、近代化されたイタリア陸軍は武装していないアビシニア人を破り、首都アディスアベバを占領した。エチオピア皇帝ハイレ・セラシエ1世は国外に脱出した。
1935年11月、連盟はイタリアの侵略を非難し、経済制裁を行ったが、石油の販売禁止やイギリスが支配するスエズ運河の閉鎖などは行われず、制裁の効果はほとんどなかった。これは、のちにイギリス首相スタンリー・ボールドウィンが述べているように、イタリアの攻撃に耐えうる軍事力をどの国も持っていなかったためである。1935年10月、アメリカのフランクリン・D・ルーズベルト大統領は、成立したばかりの中立法を発動して、双方への武器・軍需品の禁輸措置をとった。交戦中のイタリアに対しては、その他の貿易品目も含めて、さらに「道徳的禁輸措置」を拡大した。アメリカは10月5日とその後の1936年2月29日に、石油やその他の物資の輸出を平時の通常レベルに抑えようとしたが、あまり成功しなかった。連盟の制裁は1936年7月4日に解除されたが、その時点でイタリアはすでにアビシニアの都市部を支配していた。この制裁撤回の確認が行われた国際連盟総会には、ハイレ・セラシエも出席。エチオピアの主張とイタリアを擁護する国を批判する演説を行った。これは君主が総会に出席した初のケースとなった。
1935年12月のホーア＝ラヴァル協定は、イギリス外相のサミュエル・ホーアとフランス首相のピエール・ラヴァルが、アビシニアの紛争を終結させるために、アビシニアをイタリア領とアビシニア領に分割することを提案したものである。ムッソリーニはこの協定に同意する用意があったが、この協定の情報が事前に漏れてしまった。英仏両国の国民は、「アビシニアを売り渡すものだ」と猛反発した。ホーアとラヴァルは辞任に追い込まれ、英仏両政府は2人との関係を断ち切った。1936年6月、ハイレ・セラシエは連盟総会で演説し、自国の保護のために協力してほしいと訴えた。国家元首が連盟総会で直接演説したのは、これが初めてだった。
アビシニア危機により、国際連盟が加盟国の自国の利益に左右されてしまうことが示された。制裁があまり厳しくなかった理由の一つとして、それによりムッソリーニとヒトラーを同盟関係に追い込むことを、イギリスとフランスが恐れていたことがある。

### スペイン内戦
1936年7月17日、フランシスコ・フランコ将軍率いるスペイン陸軍の反乱軍がクーデターを起こした。その結果、ロイヤリスト派（選挙で選ばれた左派の国民政府）とナショナリスト派（スペイン陸軍の大半の将校を含む右派の反共主義者）の間で長期にわたる武力紛争が発生した。1936年9月、スペイン外相フリオ・アルバレス・デル・バイヨは、スペインの領土保全と政治的独立を守るための武力介入を連盟に訴えた。連盟加盟国は、スペイン内戦には介入せず、外国の紛争介入を防ぐこともしなかった。アドルフ・ヒトラーとベニート・ムッソリーニはフランシスコ・フランコ将軍のナショナリスト派を援助し続け、ソ連は独伊よりは規模は小さかったがロイヤリスト派を援助した。1937年2月、連盟は外国人義勇兵を禁止したが、これは実際には象徴的な動きでしかなかった。

### 日中戦争
1937年7月7日の盧溝橋事件を皮切りに、日本は中国への本格的な侵攻を開始し、1930年代を通じて局地的な紛争を誘発してきた。9月12日、中国代表の顧維鈞が連盟に国際的な介入を訴えた。欧米諸国は、特に第二次上海事変で外国人が多く住む上海を頑強に守り抜いた中国に同情的だった。しかし、連盟は現実的な対策を提示することができず、10月4日、連盟はこの問題を九カ国条約会議に委ねた。

### ソ連のフィンランド侵攻
1939年8月23日に締結された独ソ不可侵条約には、東ヨーロッパにおける独ソの勢力圏を線引きする秘密議定書が含まれていた。それによれば、フィンランドとバルト三国、ポーランド東部はソ連の勢力圏とされていた。ソ連は1939年9月17日にポーランドに侵攻し、11月30日にはフィンランドに侵攻した。
同年12月11日、国際連盟フィンランド問題委員会はソ連に対してフィンランドからの撤兵を求める最後通告を24時間の期限をつけて発したが、12月12日にソ連外相のモロトフは調停を拒絶する旨のメッセージを委員会議長あてに発送。12月14日、第20回国際連盟総会はソ連を糾弾、フィンランドへの援助に関する決議案を採択。続いてアルゼンチン代表から提案のあったソ連を除名する決議案を満場一致をもって採択した。同日午後に非公開で行われた連盟理事会でもソ連除名を含む決議案は可決され、ソ連の国際連盟除名が最終決定した。ソ連は連盟除名について、イギリスとフランスの筋書きであると批難。ソ連は（侵攻直後に発足した傀儡政権である）フィンランド民主共和国との間で条約を結んでおり、他国はソ連を非難する道徳的、形式的権利を有していないと主張した。
連盟はソ連を追放したが、追放に必要な過半数の賛成は得られておらず、連盟は自ら規約に違反した。連盟加盟国の中で、このような屈辱を受けたのはソ連だけであった。

## 軍縮の失敗
連盟規約の第8条では、連盟加盟国に対し「軍備を、国家の安全と国際的義務の共同行動による実施との整合性を保つための最低限度まで削減する」ことが求められていた。連盟の時間とエネルギーの大半はこの目標に費やされていたが、多くの加盟国は、このような大規模な軍縮が達成できるのか、そもそもそれが望ましいのかどうか確信が持てずにいた。ヴェルサイユ条約では、戦勝国である連合国側にも軍縮を試みる義務を課しており、敗戦国に課せられた軍備制限は、世界的な軍縮への第一歩と言われていた。連盟規約では、各国の軍縮計画を作成する任務が連盟に与えられていたが、理事会はこの任務を、1932年から1934年の世界軍縮会議の準備のために1926年に設置された特別委員会に委ねていた。
連盟加盟国がこの問題に対して持っていた意見はさまざまだった。フランスは、自国が攻撃されたときの軍事的支援の保証なしに軍備を縮小することには消極的だった。ポーランドとチェコスロバキアは、西側からの攻撃に対して脆弱であると感じており、軍縮を行う前に連盟による加盟国への攻撃への対応を強化することを望んでいた。この保証がなければ、ドイツからの攻撃のリスクが大きすぎるため、軍備を縮小することはできなかった。第一次世界大戦後、ドイツが力を取り戻すにつれ、特に1933年にアドルフ・ヒトラーが権力を得てドイツの首相になってからは、攻撃に対する恐怖心が高まった。特に、ドイツがベルサイユ条約を覆そうとしたり、ドイツ軍を再建したりしたことで、フランスは軍縮に消極的になっていった。
世界軍縮会議は、1932年に国際連盟がジュネーヴで開催し、60か国の代表が参加したが、この会議は失敗に終わった。世界軍縮会議の冒頭で、1年間の軍備拡張モラトリアムが提案され、のちに数か月延長された。軍縮委員会は、フランス、イタリア、スペイン、日本、イギリスから海軍の規模を制限するという初期の合意を得たが、最終的な合意には至らなかった。結局、軍縮委員会は、1930年代のドイツ、イタリア、スペイン、日本による軍備増強を止めることができなかった。
ベルサイユ条約で禁止されていたヒトラーによるラインラントの再軍備、ズデーテン地方の占領、オーストリアへのアンシュルスなど、第二次世界大戦につながる重大な出来事に直面しても、連盟はほとんど沈黙していた。それどころか、連盟加盟国自身が再軍備した。1933年、日本は連盟の判断に従うことなく脱退し、同年には、世界軍縮会議でフランスとドイツの間の武器の平準化が合意されなかったことを口実にドイツが脱退、1937年にはイタリアとスペインが脱退した。連盟の最後の重要な行動は、1939年12月にフィンランドに侵攻したソ連を追放したことだった。

## 問題点

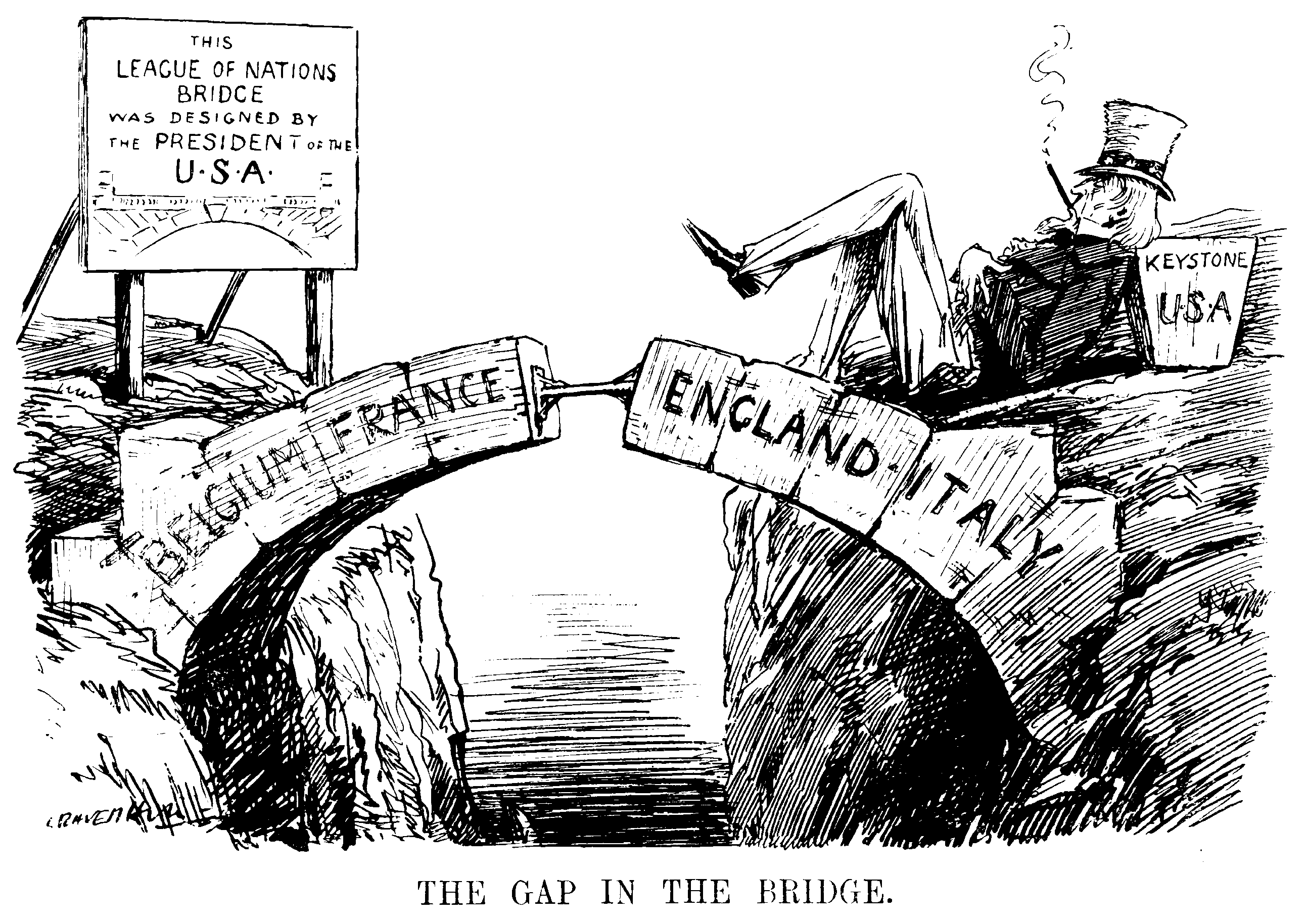
The Gap in the Bridge（橋の隙間）。看板には「この国際連盟橋はアメリカ大統領が設計した」と書かれており、橋のたもとでは、「キーストーン USA」と書かれたキーストーンを枕にアンクル・サムが寝ている。1920年12月10日の『パンチ』誌に掲載された風刺漫画で、アメリカが国際連盟に加盟しなかったことによる連盟の弱体化を風刺している。

第二次世界大戦の勃発は、連盟がその主たる目的である世界大戦の再発防止に失敗したことを示すものである。この失敗には様々な理由があったが、その多くは組織の全般的な弱点に関連するものである。また、アメリカが加盟を拒否したことで、連盟の力は制限されていた。

### 組織と構造
連合国が第一次世界大戦を終結させるための和平協定の一環として設立された組織であることから、国際連盟は「勝者の連盟」とみなされていた。連盟の中立性は、優柔不断さとして表れがちだった。理事会で決議を行うには、9か国（のちに15か国）の理事国の全会一致が必要だった。そのため、不可能ではないにしても、決定的で効果的な行動をとることは困難であった。また、総会の議決においても全会一致を必要とするものがあり、決定に時間がかかることもあった。この問題は、国際連盟の主要国が、自分たちの運命が他国によって決定される可能性を受け入れたくなかったため、全会一致を強制することで事実上の拒否権を与えていたことが主な原因であった。

### 連盟規約の拘束性と代表権
連盟が国際問題を解決するにあたり、その規約の拘束性と代表権はしばしば問題となった。連盟は各国間の協力と平和安寧を完成させるため（規約前文）組織されていたにも拘らず、主要な国が非加盟か、あるいは容易に脱退したためである。また連盟の１つの議席を複数の代表が争う事態を想定していなかった。
その中でも特に目立っていたのがアメリカだった。ウッドロウ・ウィルソン大統領は連盟結成の原動力となり、その形態にも強い影響を与えたが、アメリカ上院は1919年11月19日に加盟を見送った。ルース・ヘニグは、アメリカが加盟していれば、フランスとイギリスにも支援を提供し、フランスの安全性を高め、フランスとイギリスがドイツに対してより全面的に協力することを促し、ナチスの台頭の可能性を低くしたのではないかと指摘している。逆に、アメリカが加盟した場合、アメリカがヨーロッパ諸国との戦争や経済制裁に消極的であったため、連盟の国際的事件への対処能力に支障をきたしていたかもしれない、とヘニグは認めている。アメリカの連邦政府の構造上、立法府上院の事前承認がなければ連盟のアメリカ政府代表者は行政府に代わって決定を下すことができなかったため、アメリカが加盟することは国際連盟の問題処理能力の障害となっていたかもしれない。
1920年1月に連盟が発足したとき、ドイツは第一次世界大戦の侵略者とみなされていたため、連盟への加盟が認められなかった。また、ソビエト・ロシアは、共産主義政権が歓迎されていなかったことに加え、ロシア内戦で戦っていた赤軍と白軍の双方が正統な政府であると主張していたことにより、当初は加盟が疑問視され、加盟国から除外されていた。
1930年代に大国が脱退したことで、連盟はさらに弱体化した。日本は第一次世界大戦の連合国であったため、常任理事国としてスタートしたが、1933年に満州を占領したことに連盟が反発したため、脱退した。イタリアもまた常任理事国としてスタートしたが、第二次エチオピア戦争の終結の約1年後の1937年に脱退した。スペインも非常任理事国として加盟したが、スペイン内戦がファランヘ党の勝利に終わったあと、1939年に脱退している。ドイツは、1926年に加盟が認められ、同時に常任理事国となったが、1933年にアドルフ・ヒトラーが政権を握ると連盟を脱退した。

### 集団安全保障
もう一つの重要な弱点は、連盟の基盤となった集団安全保障の考え方と、個々の国家間の国際関係との間の矛盾から生まれたものである。連盟の集団安全保障システムは、各国が友好的と考えていた国家に対して、必要に応じて自国の国益を損なうような行動をとり、相性の悪い国家を支援することを要求するものだった。この弱点が露呈したのがアビシニア危機である。イギリスとフランスは、イタリアの支援が重要な役割を果たしていた内部秩序の敵から守るために、ヨーロッパで自分たちが作ろうとしていた安全保障を維持することと、連盟加盟国としてのアビシニア（エチオピア）に対する義務とを両立させなければならなかった。
1936年6月23日、イタリアのアビシニアに対する戦争を抑制するための連盟の努力が破綻したことを受けて、イギリスのスタンリー・ボールドウィン首相は、下院で次のように述べた。
（集団安全保障は）失敗しました。それは結局の所、ヨーロッパのほぼ全ての国が、いわゆる軍事的制裁に踏み切ることに消極的だったからです。本当の、あるいは主な理由は、数週間の過程で、侵略国以外に戦争の準備ができている国がないことがわかったからです。集団行動が単なる話の種ではなく、現実のものとなるためには、全ての国が戦争の準備をするというだけではなく、すぐにでも戦争をする準備をしなければならないということです。これは恐ろしいことですが、集団安全保障には欠かせないことです。
結局、イギリスとフランスは、ヒトラーの下で増大するドイツの軍国主義に直面したことで、集団安全保障の概念を放棄し、宥和政策をとることとなった。また、国際連盟では、1934年にフランス・マルセイユで起きたユーゴスラビア国王アレクサンダル1世暗殺事件をきっかけに、テロリズムに関する初の国際的な議論が行われた。この事件の陰謀論的な特徴は、アメリカ同時多発テロ事件以降の国家間のテロリズムの言説にも見られるものである。
アメリカの外交史家サミュエル・フラッグ・ベミスは、当初は連盟を支持していたが、20年後に考えを改めた。
国際連盟は期待はずれの失敗だった……国際連盟が失敗したのは、アメリカが参加しなかったからではなく、大国が個々の国益に適う場合を除いて制裁措置を取ることを嫌がったからであり、また、国際連盟の当初のコンセプトの支えとなっていた民主主義が世界の半分以上で崩壊してしまったからである。

### 平和主義と軍縮
連盟は独自の武力を持たず、その決議の執行を大国に頼っていたが、大国はそれを非常に嫌がった。連盟のもっとも重要な加盟国であるイギリスとフランスは、制裁措置には消極的であり、連盟のために軍事行動を起こすことにはさらに消極的だった。第一次世界大戦の直後、両国の国民と政府の間で平和主義が強い力を持つようになった。イギリスの保守党は、特に連盟には興味を示さず、政府内では連盟の関与しない条約交渉を好んでいた。連盟は、集団安全保障を主張する一方で、英仏をはじめとする加盟国の軍縮を主張しており、連盟の権威を維持するための唯一の強力な手段を自ら奪っていたことになる。
第一次世界大戦中にイギリスの内閣で連盟の構想が議論されていた際、内閣官房長官のモーリス・ハンキーはこの問題についての覚書を回覧していた。ハンキーはまず、「一般的にこのような計画は、まったく架空の安全感を生み出すため、我々にとって危険であると思われる」と述べた。ハンキーは、戦前のイギリスが条約の尊厳を信じていたことは妄想だと攻撃し、最後にこう主張した。
それ（国際連盟）は失敗に終わるだけであり、その失敗が先延ばしにされればされるほど、この国が眠りに誘われてしまうことは確実である。ほとんど全ての政府に見られる、軍備への支出を控える善意の理想主義者の手に、非常に強力なテコを渡すことになり、やがてほぼ確実に、わが国は不利な立場に立たされることになるだろう。
外務省職員であるエア・クロウ卿も、「厳粛な同盟と誓約」は「ほかの条約と同じような、ただの条約」に過ぎないと主張するメモを内閣に提出している。「ほかの条約のように破られないようにするにはどうしたらいいのか?」クロウはさらに、侵略者に対する「共同行動の誓い」の計画に懐疑的な見方を示した。それは、個々の国家の行動は、依然として国益とパワーバランスによって決定されると考えたからである。また、連盟による経済制裁を提案しても効果がなく、「すべては実際の軍事的優位性の問題である」と批判した。普遍的な軍縮は現実的には不可能であるとクロウは警告した。

## 日本の貢献と脱退まで

1938年（昭和13年）11月5日、天羽英二国際会議帝国事務局長が国際労働機関を含む関連機関への協力中止を国際連盟に通達したことを報じた官報

大日本帝国（日本）は脱退まで常任理事国であり、国際連盟事務局次長には新渡戸稲造、杉村陽太郎が選出されるなど中核的役割を担っていた。国際連盟に大日本帝国が加入した内閣総理大臣は原敬（原内閣）であった。日本は、理事国として毎年分担金（1933年時点で60万円※現在価値で約60億円） を拠出する必要があった。
柳条湖事件を契機に、大日本帝国が満洲全土を制圧すると（満洲事変）、清朝最後の皇帝・溥儀を執政にする満洲国を建国した。これに抗議する中華民国は連盟に提訴。連盟ではイギリスの第2代リットン伯爵ヴィクター・ブルワー＝リットン（リットン卿）を団長とするリットン調査団を派遣する。リットンは「日本の満洲における“特殊権益”は認めたが、満洲事変は正当防衛には当たらず、日本軍は満鉄附属地域まで撤退した後、日本を含めた外国人顧問の指導下で自治政府を樹立するようにされるべきである」と報告書に記した。これが「リットン報告書」である。
1933年（昭和8年）2月24日、国際連盟特別総会においてリットン報告が審議され、この報告書を元とした国際連盟特別総会報告書が採択され、表決の結果は賛成42票、反対1票（日本）、棄権1票（シャム = 現タイ王国）、投票不参加1国（チリ）であり、国際連盟規約15条4項 および6項 についての条件が成立した。この表決および同意確認直後、席上で松岡洋右日本全権は「もはや日本政府は連盟と協力する努力の限界に達した」と表明し、立場を明確にして総会から退場した。
その後、同年3月27日、大日本帝国は正式に国際連盟に脱退を表明し、同時に脱退に関する詔書が発布された。なお、脱退の正式発効は、2年後の1935年（昭和10年）3月27日となった。
脱退宣言ののちの猶予期間中、1935年まで大日本帝国は分担金を支払い続け、また正式脱退以降も国際労働機関（ILO）には1940年（昭和15年）まで加盟していた（ヴェルサイユ条約等では連盟と並列的な常設機関であった）。その他、アヘンの取締りなど国際警察活動への協力や、国際会議へのオブザーバー派遣など、一定の協力関係を維持していた。
しかし、1938年（昭和13年）9月30日に国際連盟が「規約第16条の制裁発動」が可能であることを確認する決議をすることで、日本政府はこれらの「連盟諸機関に対する協力」の廃止も決定した。国際連盟から受任していた南洋諸島の委任統治については、1945年（昭和20年）9月2日に第二次世界大戦でポツダム宣言受諾により敗戦するまで、引き続き大日本帝国の行政下におかれた。

## 加盟国の脱退・追放

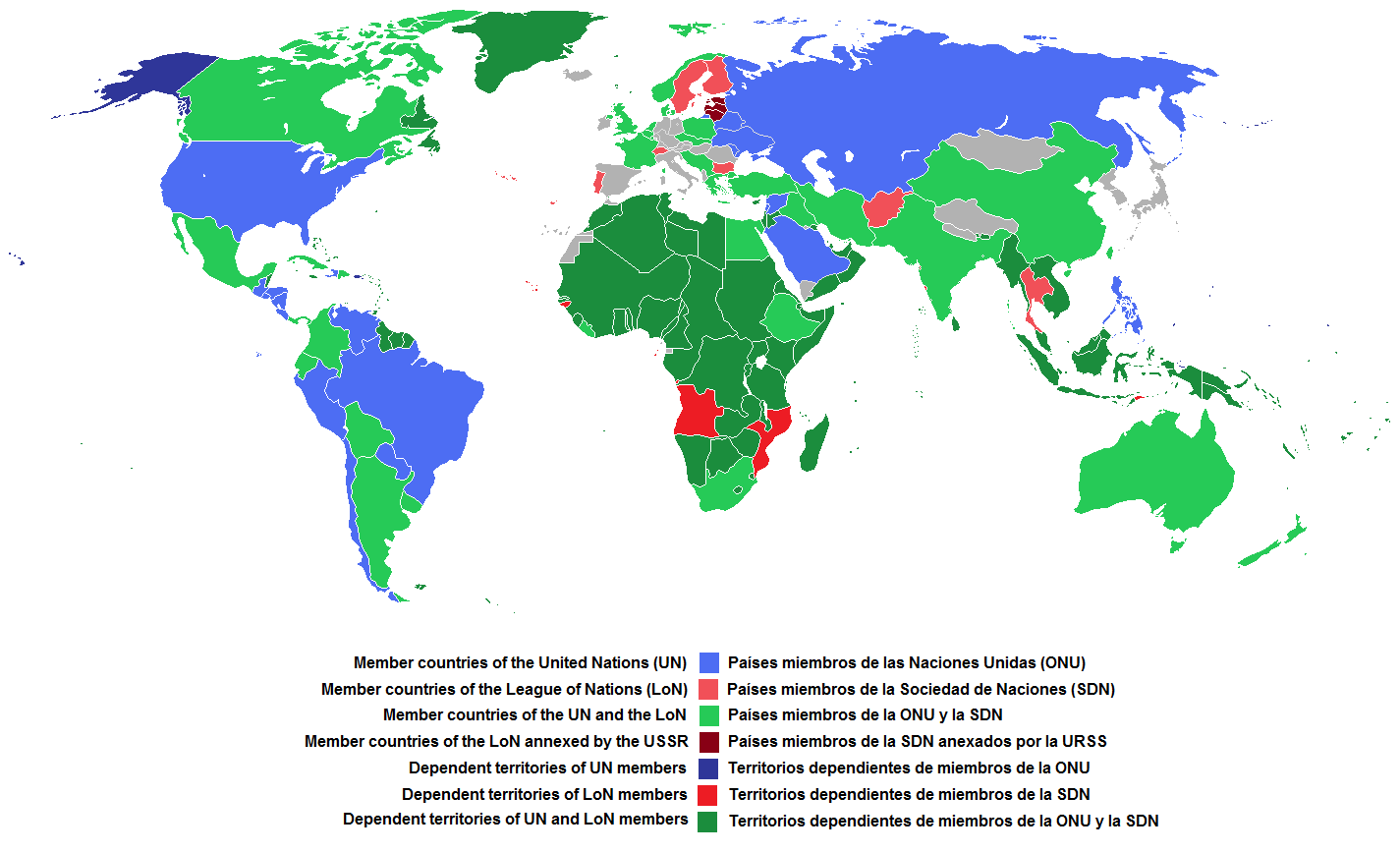
国際連盟が消滅した1946年4月18日時点の国際連盟加盟国と国際連合加盟国を示した世界地図。国際連盟加盟国は、赤と緑で示した国（濃い色はその属領）である。

国際連盟は戦間期のギリシャ・ブルガリア紛争などの小規模紛争解決に一定の役割を果たしたが、第二次エチオピア戦争などでは実効性を挙げられないケースもあった。　

### 加盟国の脱退
1925年にはコスタリカが、連盟運営分担金の支払が不可能になったために、国際連盟から初めての脱退となった。翌1926年にはブラジルが常任理事国参入失敗を機に脱退した。1930年代には、満洲国が承認されなかった大日本帝国、またナチスが政権を掌握したドイツが脱退（1933年）。その後、ホロドモールを収束させたソビエト連邦が加盟（1934年）するが、第二次エチオピア戦争でエチオピア帝国に侵攻したイタリア王国が脱退（1937年）、以降も後の枢軸国側中小国の脱退が続出し、大規模紛争の解決に対する限界を露呈した。ヨーロッパの状況が戦争へとエスカレートしていく中で、総会は1938年9月30日と1939年12月14日に、連盟が合法的に存在し続け、縮小して活動を行うのに十分な権限を事務総長に移譲した。連盟本部だったパレ・デ・ナシオンは、第二次世界大戦が終わるまでの約6年間、無人となった。

#### ソ連の追放
第二次世界大戦勃発後の連盟は、各国代表が本国に帰還したことで規模の縮小を余儀なくされたものの、一部専門家委員会の会合や予算執行などのための総会は開かれていた。また理事会は1939年12月に、前月から開始されたフィンランド侵略を理由にソ連を除名した。

## 第二次世界大戦中の国際連盟
戦争の激化とともに総会・理事会の開催が困難となり、代替として総会議長であるユダヤ系ノルウェー人のC・J・ハンブロを委員長とする管理委員会を結成し、戦時中もロンドン、リスボンなど場所を移して会合を続けた。また、事務局の一部機能を非加盟国であるアメリカ合衆国のプリンストン、薬物部をワシントンD.C.、財務部をロンドン、姉妹機関の国際労働機関をカナダのモントリオールへと分散配置した。戦争による職員減少や分担金未納による予算不足により、活動は統計記録の維持など最小限のものとなったが、プリンストンでは戦後に新国際組織を創設する計画・議論が行われていた。

### 国際連合創設案
1943年のテヘラン会談で、第二次世界大戦の連合国は国際連盟に代わる新しい組織である国際連合（国連）を創設することに合意し、1944年のダンバートン・オークス会議で国際連合憲章の原案が策定された。国際労働機関など、連盟の多くの組織は機能を維持し、最終的には国連の傘下に入った。国際連合の構造の設計者は、国際連盟よりも効果的な組織にすることを意図していた。

## 国際連盟の終焉
国際連合発足後の1946年4月8日、最後となる第21回総会がジュネーヴで開催された。この会議には34か国の代表者が参加した。この会議では連盟の清算が議題となり、1946年当時で約2200万米ドル相当の資産（国際連盟本部であるパレ・デ・ナシオン、連盟の文書館など）を国際連合に移管し、予備費は拠出した国に返還し、連盟の債務を清算することが、4月18日の投票により決定した。総会は、国際連盟の創設者の一人であるロバート・セシルの次のような結びの演説で幕を閉じた。
侵略は、それがどこで起きようと、どのように擁護されようと、国際的な犯罪であり、それに反発し、それを粉砕するために必要なあらゆる力を行使することは、平和を愛するすべての国の義務であること、適切に使用されるならば、憲章の機構も、規約の機構と同様に、この目的のために十分であること、そして、全ての国の心ある市民は、平和を維持するためにいかなる犠牲も払う用意があることを、大胆に言おうではありませんか。私はあえて、平和のための偉大な仕事は、私たちの国の狭い利益だけでなく、個人と同様に国家が依存する善悪の大原則にかかっていることを聴衆に印象づけたいと思います。

国際連盟は死にました。国際連合万歳!。

総会では、「総会閉会の翌日（4月19日）をもって、国際連盟は、本決議に定める事務の清算のみを目的とする場合を除き、その存在を停止する」という決議がなされ、国際連盟は4月20日に解散した。国際司法裁判所や国際労働機関は国連に引き継がれた。
各国9人で構成された清算委員会は、その後15か月間、連盟の資産や機能が国連や専門機関に移管されるのを監督し、1947年7月31日に解散した。
国際連盟のアーカイブは国際連合ジュネーブ事務局に移管され、現在はユネスコの世界記憶遺産に登録されている。

## 国際連盟アーカイブ

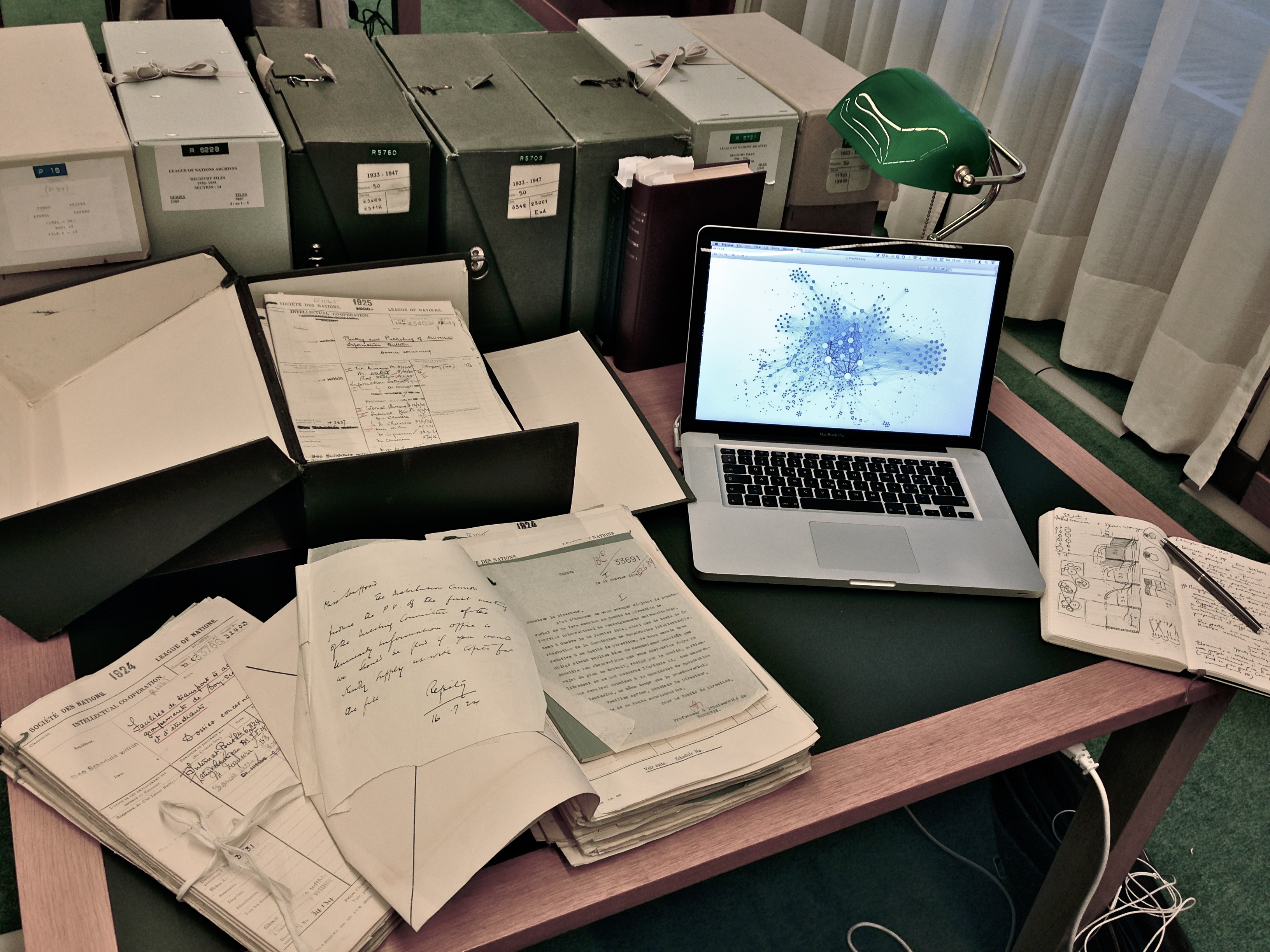
国際連盟アーカイブ（ジュネーヴ）

国際連盟アーカイブ (The League of Nations archives) は、国際連盟の記録や文書を集めたものである。1919年の国際連盟発足から、1946年の国際連盟解散までの約1,500万ページの内容が含まれている。このアーカイブは、国際連合ジュネーブ事務局に置かれている。

### LONTAD
2017年、国連図書館・公文書館・ジュネーブは、国際連盟アーカイブの保存、デジタル化、オンラインアクセスの提供を目的とした "Total Digital Access to the League of Nations Archives Project" (LONTAD) を開始した。2022年の完成を予定している。